# 刀剣乱舞
『刀剣乱舞』（とうけんらんぶ）は、EXNOA（旧：DMM GAMES）とニトロプラスが共同製作したPC版ブラウザゲーム。2016年3月1日にスマートフォン版（iOS、Android）が『刀剣乱舞 Pocket』（とうけんらんぶぽけっと）として配信された。
日本刀を男性に擬人化（ゲーム上では「付喪神」という設定）した「刀剣男士」（とうけんだんし）を収集・強化し、日本の歴史上の合戦場に出没する敵を討伐していく刀剣育成シミュレーションゲーム。正式名称は「刀剣乱舞 ONLINE」（とうけんらんぶオンライン）、公式略称は「とうらぶ」。
2015年にミュージカル化、2016年に舞台化、2023年は新作歌舞伎が上演された（『刀剣乱舞 (舞台作品) 』参照）。2016年、2017年、2024年にそれぞれ別の制作会社によりアニメ化、2019年と2023年に実写映画化された。
正式サービス開始時より長らく公式ホームページは開設されていなかったが、正式サービス開始九周年となる2024年1月14日に公式ホームページが公開された。

## ゲーム内容

### ストーリー
西暦2205年、時の政府は過去へ干渉し歴史改変を目論む「歴史修正主義者」に対抗すべく、物に眠る想いや心を目覚めさせ力を引き出す能力を持つ「審神者」（さにわ）と刀剣より生み出された付喪神「刀剣男士」（とうけんだんし）を各時代へと送り込み、戦いを繰り広げる。そして「刀剣男士」、「歴史修正主義者」の双方を良しとしない第三の勢力「検非違使」が介入し、刀剣男士の前に立ちはだかる。

### プレイシステム
プレイヤーは「審神者」という位置付けで短刀・脇差・打刀・太刀・大太刀・槍・薙刀・剣などの刀剣が人の形となった、付喪神である「刀剣男士」と呼ばれるキャラクターを収集し、最大6振編成の部隊で出陣、敵との戦闘で勝利を目指す。ゲームシステムは、カードゲームとシミュレーションゲームを合わせたものになっている。
刀剣男士達はそれぞれ固有の生存値が設定されており、中傷以上の状態になるとグラフィックが変化（服が破ける、顔に傷が付くなど）するが、専用のグラフィックとともに能力値が上がる「真剣必殺」が発動する可能性がある。生存値が0になると「刀剣破壊」してしまい、最期の言葉を残して部隊から消滅（ロスト）してしまう。刀剣破壊を予防する手段はあるものの、破壊してしまった刀剣男士を復活させる手段は存在せず、新たに同種の刀を育てるなどの代替手段しかない。
ゲームスタート時に、あらかじめ設定されている5口の打刀の中から、一刀剣男士を選択し、以降は鍛刀や出陣時に敵を倒した際のドロップで刀剣男士を増やしてゆく。経験値の取得方法は出陣での勝利の他に、1日に2回更新される演練と称される他のプレイヤーによる部隊との対戦や、各々定められ条件を満たすことで成功する遠征群の達成でも得ることが出来る。刀剣男士は一定のレベルに達すると自動的に「特」へと進化し、ステータスがより強化される。
また、経験値は特定のイベントで2倍になる。
また、「特」へと進化した一部の刀剣男士は「極」（きわめ）へと成長させることも可能である。対象の刀剣男士はアップデートで随時追加されていく。
「特」とは条件が異なり、一定レベルの達成の他、指定ステージのクリアと「手紙一式」「旅装束」「旅道具」の三つのアイテムが必須となる。これらの条件を満たした上で刀剣男士を修行に送り出すことで96時間後もしくはアイテムの使用後に、「極」へと成長した刀剣男士が帰還し、ステータス上昇の他、グラフィックが変化し、レアリティも一段階上がる。
同じステージのボスを複数回クリアすると、「検非違使（けびいし）」が出現し、以降そのステージのボスマス以外の戦闘にランダムに出現するようになる。検非違使が出るようになると、「こんのすけ」が教えてくれる。通常の敵に比べて手強く難易度が高いが、検非違使の撃破によってのみ得られる刀剣男士も存在する。
特定のメンバーの組み合わせで、戦場へ赴くと「回想イベント」が発生し、ゲーム内の回想ページへ記録される。組み合わせによって、イベントの発生する戦場は、限定されているものもある。
ゲームシステムの基本的な部分やUIは『艦隊これくしょん -艦これ-』に準拠しており、難易度の緩和や追加要素・改良が加えられている。
なお、DMMゲーム公式サイトでは「女性向け」にカテゴライズされているが、ニトロプラスは「（女性が好む）BLでも乙女でもない、プレイヤーさん次第のゲーム」との公式見解を述べている。また、2017年1月時点で男性ユーザーが全体の20％を占めている。
その他、スマートフォン版独自の機能として2022年1月14日に「御伴（おとも）」が、2022年12月13日に「散歩」が実装された。「御伴」はスマートフォンのカメラ機能を用い、最大3振りの刀剣男士との合成写真が撮影できる機能（後に「御伴撮影」と改称）。「散歩」はスマートフォンのGPS機能を用い、現在地に“近侍ピン”を立て、2本の近侍ピン間の直線距離に応じてポイントが獲得できる機能（後に「御伴散歩」と改称）である。「散歩」にはレベルアップ要素やアイテム獲得要素もあるが、刀剣男士を強化できるような要素は一切なく、刀剣男士による戦闘を主としたゲーム本編への影響はほとんどない。

### ユーザー数の推移
2015年1月20日、5基あるサーバー全てが収容人数上限に達し、新規登録受付が停止。半月で登録者数が50万人を超える 。2015年3月10日、2基のサーバーが追加され新規登録の受付を再開したが、半日で収容人数上限に達し受付停止となった。
2016年3月1日、ブラウザゲームと連動させたアプリケーションソフト「刀剣乱舞-Pocket-」がリリースされ、石見国以後のサーバーが実装された。
2016年3月16日時点でこのアプリのダウンロード数が100万を超えたことが発表された。
2016年8月5日には、アプリのダウンロード数150万超えを記念してテレビCM放映と新しい追加キャラクターが発表された。
2019年12月にはPCブラウザ版ユーザ数200万人、アプリダウンロード数550万を突破したことが「本丸博2020」サイト内で発表された
。
2024年8月19日には新作歌舞伎の制作発表に絡めて、累計ユーザー数が1300万人であると発表された。

### サーバー
2016年3月11日時点でサーバーは21基。
| 稼動順 | サーバー名 | 稼動開始日            |
| ------ | ---------- | --------------------- |
| 1      | 備前国     | 2015年1月14日（初期） |
| 2      | 相模国     | 2015年1月14日（初期） |
| 3      | 山城国     | 2015年1月16日         |
| 4      | 大和国     | 2015年1月27日         |
| 5      | 美濃国     | 2015年1月27日         |
| 6      | 備中国     | 2015年3月10日         |
| 7      | 豊後国     | 2015年3月10日         |
| 8      | 薩摩国     | 2015年4月14日         |
| 9      | 備後国     | 2015年4月14日         |
| 10     | 陸奥国     | 2015年4月24日         |
| 11     | 筑前国     | 2015年4月24日         |
| 12     | 石見国     | 2016年2月29日         |
| 13     | 伯耆国     | 2016年2月29日         |
| 14     | 越中国     | 2016年2月29日         |
| 15     | 肥後国     | 2016年2月29日         |
| 16     | 加賀国     | 2016年2月29日         |
| 17     | 周防国     | 2016年3月4日          |
| 18     | 豊前国     | 2016年3月4日          |
| 19     | 肥前国     | 2016年3月11日         |
| 20     | 越前国     | 2016年3月11日         |
| 21     | 武蔵国     | 2016年3月11日         |

## 登場キャラクター

### 刀剣男士
実在する、あるいはかつて実在したとされる日本の刀剣をモチーフとしている。2025年7月時点における実装済の刀剣の種類は8種、刀剣数は119口。運営開始時に実装されていた刀剣は7種42口だが、イベントや新マップ、新システムの実装に伴い随時キャラクターが追加されている。
表の空欄は公式記載無し。
なお、キャラクター実装後にキャラクターデザイン担当者の一部が名義変更をしているため、表記も変更されているが、担当者自体の交代が行われた例はない（2023年8月時点）。実装日については公式twitter各該当日ツイート参照。
以下のキャラクター名は、刀個別の号ではなく刀工にリンクされている場合もある。

#### 短刀
| 番号 | キャラクター名 | 読み                 | 刀派   | 声優       | キャラクターデザイン                 |
| ---- | -------------- | -------------------- | ------ | ---------- | ------------------------------------ |
| 011  | 今剣           | いまのつるぎ         | 三条   | 山下大輝   | しきみ                               |
| 031  | 平野藤四郎     | ひらのとうしろう     | 粟田口 | 浅利遼太   | 問七                                 |
| 033  | 厚藤四郎       | あつしとうしろう     | 粟田口 | 山下大輝   | 汲田                                 |
| 035  | 後藤藤四郎     | ごとうとうしろう     | 粟田口 | 村田太志   | しきみ                               |
| 037  | 信濃藤四郎     | しなのとうしろう     | 粟田口 | 小林裕介   | くにみつ                             |
| 039  | 前田藤四郎     | まえだとうしろう     | 粟田口 | 入江玲於奈 | 問七                                 |
| 041  | 秋田藤四郎     | あきたとうしろう     | 粟田口 | 山谷祥生   | タカオカ                             |
| 043  | 博多藤四郎     | はかたとうしろう     | 粟田口 | 大須賀純   | 問七                                 |
| 045  | 乱藤四郎       | みだれとうしろう     | 粟田口 | 山本和臣   | 小津                                 |
| 047  | 五虎退         | ごこたい             | 粟田口 | 粕谷雄太   | ホノジロトヲジ（「思春期」より改名） |
| 049  | 薬研藤四郎     | やげんとうしろう     | 粟田口 | 山下誠一郎 | 石商                                 |
| 051  | 包丁藤四郎     | ほうちょうとうしろう | 粟田口 | 宮田幸季   | 汲田                                 |
| 061  | 愛染国俊       | あいぜんくにとし     | 来     | 山下誠一郎 | 迫ミサキ                             |
| 069  | 太鼓鐘貞宗     | たいこがねさだむね   | 貞宗   | 髙橋孝治   | ⑪                                    |
| 083  | 小夜左文字     | さよさもんじ         | 左文字 | 村瀬歩     | 鈴木次郎                             |
| 120  | 不動行光       | ふどうゆきみつ       | -      | 阪口大助   | minato                               |
| 142  | 毛利藤四郎     | もうりとうしろう     | 粟田口 | 高城元気   | 猫缶まっしぐら（ニトロプラス）       |
| 146  | 謙信景光       | けんしんかげみつ     | 長船   | 代永翼     | ホームラン・拳                       |
| 150  | 日向正宗       | ひゅうがまさむね     | 正宗   | 梶裕貴     | 枢やな                               |
| 170  | 北谷菜切       | ちゃたんなきり       | -      | 仲村宗悟   | なまにくATK（ニトロプラス）          |
| 190  | 太閤左文字     | たいこうさもんじ     | 左文字 | 大谷祐貴   | 鈴木次郎                             |
| 222  | 京極正宗       | きょうごくまさむね   | 正宗   | 榊原優希   | 望月けい                             |
| 234  | 九鬼正宗       | くきまさむね         | 正宗   | 梶田大嗣   | 七癖みり                             |

#### 脇差
| 番号 | キャラクター名 | 読み               | 刀派   | 声優       | キャラクターデザイン        |
| ---- | -------------- | ------------------ | ------ | ---------- | --------------------------- |
| 019  | にっかり青江   | にっかりあおえ     | 青江   | 間島淳司   | べっこ                      |
| 027  | 鯰尾藤四郎     | なまずおとうしろう | 粟田口 | 斉藤壮馬   | てく                        |
| 029  | 骨喰藤四郎     | ほねばみとうしろう | 粟田口 | 鈴木裕斗   | てく                        |
| 067  | 物吉貞宗       | ものよしさだむね   | 貞宗   | 小野賢章   | Izumi                       |
| 099  | 堀川国広       | ほりかわくにひろ   | 堀川   | 榎木淳弥   | 白峰                        |
| 103  | 浦島虎徹       | うらしまこてつ     | 虎徹   | 福島潤     | 新井テル子                  |
| 144  | 篭手切江       | こてぎりごう       | 江     | 広瀬裕也   | 煮たか                      |
| 168  | 肥前忠広       | ひぜんただひろ     | -      | 小松昌平   | 煮たか                      |
| 186  | 治金丸         | ちがねまる         | -      | 熊谷健太郎 | なまにくATK（ニトロプラス） |
| 196  | 泛塵           | はんじん           | -      | 上村祐翔   | 双葉はづき                  |
| 228  | 火車切         | かしゃぎり         | 広光   | 浦和希     | saino                       |

#### 打刀
| 番号 | キャラクター名 | 読み                     | 刀派       | 声優       | キャラクターデザイン        |
| ---- | -------------- | ------------------------ | ---------- | ---------- | --------------------------- |
| 023  | 鳴狐           | なきぎつね               | 粟田口     | 浅沼晋太郎 | 汲田                        |
| 063  | 千子村正       | せんごむらまさ           | 村正       | 諏訪部順一 | なまにくATK（ニトロプラス） |
| 071  | 亀甲貞宗       | きっこうさだむね         | 貞宗       | 山中真尋   | ホームラン・拳              |
| 081  | 宗三左文字     | そうざさもんじ           | 左文字     | 泰勇気     | 鈴木次郎                    |
| 085  | 加州清光       | かしゅうきよみつ         | -          | 増田俊樹   | 汲田                        |
| 087  | 大和守安定     | やまとのかみやすさだ     | -          | 市来光弘   | 汲田                        |
| 089  | 歌仙兼定       | かせんかねさだ           | 兼定       | 石川界人   | ホームラン・拳              |
| 091  | 和泉守兼定     | いずみのかみかねさだ     | 兼定       | 木村良平   | 白峰                        |
| 093  | 陸奥守吉行     | むつのかみよしゆき       | -          | 濱健人     | 煮たか                      |
| 095  | 山姥切国広     | やまんばぎりくにひろ     | 堀川       | 前野智昭   | ⑪                           |
| 101  | 蜂須賀虎徹     | はちすかこてつ           | 虎徹       | 興津和幸   | 新井テル子                  |
| 105  | 長曽祢虎徹     | ながそねこてつ           | 虎徹…?     | 新垣樽助   | 新井テル子                  |
| 116  | 大倶利伽羅     | おおくりから             | 広光       | 古川慎     | 小宮国春                    |
| 118  | へし切長谷部   | へしきりはせべ           | -          | 新垣樽助   | 小宮国春                    |
| 128  | 同田貫正国     | どうだぬきまさくに       | -          | 櫻井トオル | AKIRA                       |
| 154  | 南泉一文字     | なんせんいちもんじ       | 福岡一文字 | 河西健吾   | 三杜シノヴ（ニトロプラス）  |
| 158  | 山姥切長義     | やまんばぎりちょうぎ     | -          | 高梨謙吾   | ⑪                           |
| 160  | 豊前江         | ぶぜんごう               | 江         | 八代拓     | 津田穂波                    |
| 166  | 南海太郎朝尊   | なんかいたろうちょうそん | -          | 野島健児   | べっこ                      |
| 172  | 桑名江         | くわなごう               | 江         | 伊東健人   | 津田穂波                    |
| 174  | 水心子正秀     | すいしんしまさひで       | -          | 阿部敦     | クロサワテツ                |
| 176  | 源清麿         | みなもときよまろ         | -          | 赤羽根健治 | しばの番茶                  |
| 178  | 松井江         | まついごう               | 江         | 土岐隼一   | 津田穂波                    |
| 184  | 地蔵行平       | じぞうゆきひら           | 豊後国行平 | 深町寿成   | 石商                        |
| 192  | 五月雨江       | さみだれごう             | 江         | 狩野翔     | すし（ニトロプラス）        |
| 200  | 村雲江         | むらくもごう             | 江         | 江口拓也   | 津田穂波                    |
| 210  | 稲葉江         | いなばごう               | 江         | 武内駿輔   | 萩谷薫                      |
| 218  | 石田正宗       | いしだまさむね           | 正宗       | 堀江瞬     | LAM                         |
| 224  | 孫六兼元       | まごろくかねもと         | -          | 杉田智和   | lack                        |
| 226  | 後家兼光       | ごけかねみつ             | 長船       | 福山潤     | およ                        |
| 230  | 富田江         | とみたごう               | 江         | 小野賢章   | 津田穂波                    |
| 232  | 大慶直胤       | たいけいなおたね         | -          | 井上雄貴   | 釧路くき                    |

#### 太刀
| 番号 | キャラクター名 | 読み                   | 刀派       | 声優       | キャラクターデザイン               |
| ---- | -------------- | ---------------------- | ---------- | ---------- | ---------------------------------- |
| 03   | 三日月宗近     | みかづきむねちか       | 三条       | 鳥海浩輔   | 沙汰                               |
| 05   | 小狐丸         | こぎつねまる           | 三条       | 近藤隆     | 沙汰                               |
| 013  | 大典太光世     | おおてんたみつよ       | 三池       | 浪川大輔   | 三輪士郎                           |
| 015  | ソハヤノツルキ | そはやのつるき         | 三池       | 浅利遼太   | 三輪士郎                           |
| 017  | 数珠丸恒次     | じゅずまるつねつぐ     | 青江       | 緑川光     | ホノジロトヲジ                     |
| 021  | 鬼丸国綱       | おにまるくにつな       | 粟田口     | 森川智之   | Niθ                                |
| 025  | 一期一振       | いちごひとふり         | 粟田口     | 田丸篤志   | シキユリ                           |
| 053  | 大包平         | おおかねひら           | 古備前     | 小野友樹   | 小宮国春                           |
| 055  | 鶯丸           | うぐいすまる           | 古備前     | 柿原徹也   | シラノ（「禍津属シラノ」より改名） |
| 057  | 明石国行       | あかしくにゆき         | 来         | 浅利遼太   | 双葉はづき                         |
| 073  | 燭台切光忠     | しょくだいきりみつただ | 長船       | 佐藤拓也   | 藤未都也                           |
| 075  | 大般若長光     | だいはんにゃながみつ   | 長船       | 三木眞一郎 | 浅島ヨシユキ                       |
| 077  | 小竜景光       | こりゅうかげみつ       | 長船       | 立花慎之介 | 浅島ヨシユキ                       |
| 079  | 江雪左文字     | こうせつさもんじ       | 左文字     | 佐藤拓也   | 鈴木次郎                           |
| 097  | 山伏国広       | やまぶしくにひろ       | 堀川       | 櫻井トオル | ミドロ                             |
| 107  | 髭切           | ひげきり               | -          | 花江夏樹   | シラノ                             |
| 112  | 膝丸           | ひざまる               | -          | 岡本信彦   | シラノ                             |
| 122  | 獅子王         | ししおう               | -          | 逢坂良太   | しばの番茶                         |
| 124  | 小烏丸         | こがらすまる           | -          | 保志総一朗 | ホノジロトヲジ                     |
| 126  | 抜丸           | ぬけまる               | -          | 梶原岳人   | ホノジロトヲジ                     |
| 130  | 鶴丸国永       | つるまるくになが       | -          | 斉藤壮馬   | Izumi                              |
| 148  | 小豆長光       | あずきながみつ         | 長船       | 川原慶久   | ホームラン・拳                     |
| 156  | 千代金丸       | ちよがねまる           | -          | 新垣樽助   | なまにくATK（ニトロプラス）        |
| 180  | 山鳥毛         | さんちょうもう         | 福岡一文字 | 井上和彦   | 須田彩加                           |
| 182  | 古今伝授の太刀 | こきんでんじゅのたち   | 豊後国行平 | 平川大輔   | しきみ                             |
| 188  | 日光一文字     | にっこういちもんじ     | 福岡一文字 | 置鮎龍太郎 | 須田彩加                           |
| 198  | 一文字則宗     | いちもんじのりむね     | 福岡一文字 | 関俊彦     | lack                               |
| 202  | 姫鶴一文字     | ひめつるいちもんじ     | 福岡一文字 | 西山宏太朗 | 須田彩加                           |
| 204  | 福島光忠       | ふくしまみつただ       | 長船       | 細谷佳正   | 風間雷太                           |
| 212  | 笹貫           | ささぬき               | -          | 高橋広樹   | ウエハラ蜂                         |
| 216  | 八丁念仏       | はっちょうねんぶつ     | 古備前     | 千葉翔也   | すし（ニトロプラス）               |
| 220  | 実休光忠       | じっきゅうみつただ     | 長船       | 子安武人   | 藤未都也                           |
| 236  | 雲生           | うんしょう             | 鵜飼       | 笠間淳     | 二色こぺ                           |
| 238  | 道誉一文字     | どうよいちもんじ       | 福岡一文字 | 楠大典     | Kiki                               |
| 240  | 雲次           | うんじ                 | 鵜飼       | 水島大宙   | 二色こぺ                           |
| 242  | 面影           | おもかげ               | 来         | 寺島拓篤   | 野崎つばた                         |
| 244  | 古備前信房     | こびぜんのぶふさ       | 古備前     | 大塚剛央   | 先崎真琴                           |

#### 大太刀
| 番号 | キャラクター名 | 読み         | 刀派 | 声優       | キャラクターデザイン |
| ---- | -------------- | ------------ | ---- | ---------- | -------------------- |
| 07   | 石切丸         | いしきりまる | 三条 | 高橋英則   | 細越裕治             |
| 059  | 蛍丸           | ほたるまる   | 来   | 井口祐一   | 彦                   |
| 132  | 太郎太刀       | たろうたち   | -    | 泰勇気     | ウエハラ蜂           |
| 134  | 次郎太刀       | じろうたち   | -    | 宮下栄治   | トミダトモミ         |
| 162  | 祢々切丸       | ねねきりまる | -    | 松田健一郎 | 源覚                 |

#### 槍
| 番号 | キャラクター名 | 読み                       | 刀派 | 声優       | キャラクターデザイン |
| ---- | -------------- | -------------------------- | ---- | ---------- | -------------------- |
| 065  | 蜻蛉切         | とんぼきり                 | 村正 | 櫻井トオル | 源覚                 |
| 136  | 日本号         | にほんごう                 | -    | 津田健次郎 | 鈴木次郎             |
| 138  | 御手杵         | おてぎね                   | -    | 浜田賢二   | minato               |
| 194  | 大千鳥十文字槍 | おおちどりじゅうもんじやり | -    | 梅原裕一郎 | minato               |
| 214  | 人間無骨       | にんげんむこつ             | 兼定 | 吉野裕行   | AKIRA                |

#### 薙刀
| 番号 | キャラクター名 | 読み               | 刀派 | 声優       | キャラクターデザイン |
| ---- | -------------- | ------------------ | ---- | ---------- | -------------------- |
| 09   | 岩融           | いわとおし         | 三条 | 宮下栄治   | キナコ               |
| 140  | 巴形薙刀       | ともえがたなぎなた | -    | 野島裕史   | キナコ               |
| 152  | 静形薙刀       | しずかがたなぎなた | -    | 阿座上洋平 | キナコ               |

#### 剣
| 番号 | キャラクター名 | 読み                 | 刀派   | 声優     | キャラクターデザイン           |
| ---- | -------------- | -------------------- | ------ | -------- | ------------------------------ |
| 164  | 白山吉光       | はくさんよしみつ     | 粟田口 | 下野紘   | 猫缶まっしぐら（ニトロプラス） |
| 206  | 七星剣         | しちせいけん         | -      | 川島零士 | 渓白（ニトロプラス）           |
| 208  | 丙子椒林剣     | へいししょうりんけん | -      | 羽多野渉 | 渓白（ニトロプラス）           |

### サポートキャラクター
こんのすけ
本作のマスコット兼ナビゲーターである「クダギツネ」。主にチュートリアルやイベント時の解説を担当する。油揚げが好物。ゲーム内ではテキストによる会話・説明がある。
公式twitterアカウントのひとつである「刀剣乱舞-本丸通信-【公式】」においてイベント等の告知を発信している他、ゆるキャラグランプリでは、ゲーム内キャラクターの「こんのすけ」を元に起こした着ぐるみの「おっきいこんのすけ」が、2016年度の企業部門2位、総合7位に入賞した。

くろのすけ
こんのすけに似た黒いキツネ型のキャラクター（クダギツネか否かの言及はない）。こんのすけとは体色のほか、額の模様のデザイン、目の形が異なる。また2020年5月4日現在、ゲーム内ではヴォイス・テキスト共に会話等はない。
2015年のサービス開始当初から2023年4月に実施されたUI変更まで、ゲーム内の演練アイコンにおいて、こんのすけと戦う様子が描かれていたものの、その他にゲーム内で登場する場面はなく、本キャラクターに関して公式の言及も一切なかった。そのためユーザー間では「黒いこんのすけ」等と呼ばれていた。
2020年5月2日に「刀剣乱舞-本丸通信-【公式】」において、初めて言及され、同時に名前も明かされた。同アカウントでは「くろのすけの本丸視察」と称して、翌5月3日から同年6月25日までの期間限定で刀剣男士の本丸での様子が描かれたイラストの投稿を担当した。
2022年12月13日、スマートフォン版（iOS、Android）にのみ新規実装された「御伴散歩」機能において、初回起動時の説明役として冒頭に登場。テキストによる概要の説明の後、こんのすけと交代し、以降は原則として登場しないが、期間限定イベント時に稀に登場することがある。

もものすけ
こんのすけに似た桃色のキツネ型のキャラクター（クダギツネか否かの言及はない）。こんのすけとは体色のほか、目の形が異なり、読売にも似た扮装をしているため額の模様は不明。ゲーム本編には未登場だが、便宜上ここに記述する。
2022年12月10日に「刀剣乱舞-本丸通信-【公式】」において、刀剣乱舞のメディアミックス情報を届けるツイート「メディアミックス本丸瓦版」に本丸情報担当キャラクターとして登場した。

まめのすけ
こんのすけに似た小型のキツネ型のキャラクター（クダギツネか否かの言及はない）。こんのすけとは体色のほか、模様や耳の大きさ、体格などが異なる。ゲーム本編には未登場だが、便宜上ここに記述する。
2024年1月14日12:00より、刀剣乱舞LINE公式アカウントにナビゲートキャラクターとして登場した。AIによる学習機能を搭載しており、ユーザーとの会話に基づいて会話内容が適宜アップデートされる予定。

きゅうのすけ
声 - 高山みなみ
こんのすけに似た小型のキツネ型のキャラクター（クダギツネか否かの言及はない）。こんのすけとは体色のほか、模様や耳の大きさ、体格などが異なる。ゲーム本編には未登場だが、便宜上ここに記述する。
日本科学未来館にて2024年7月10日から同年10月14日に開催された特別展「刀剣乱舞で学ぶ 日本刀と未来展 ‐刀剣男士のひみつ‐」のナビゲートキャラクター。

刀鍛冶
刀剣男士の入手手段の一つである「鍛刀」時に出現するSDキャラクター。ヴォイス・テキスト共に会話等はない。

刀装兵
刀剣男士の能力を上げダメージを軽減する「防具」と「遠距離攻撃」に相当するSDキャラクター。ヴォイス・テキスト共に会話等はない。設定上は刀剣男士たちが率いる兵士になっている。
軽・重歩兵、軽・重騎兵、精鋭兵、弓兵、槍兵、銃兵、投石兵などの種類があり、それぞれ、並・上・特上のランクが存在する。刀剣男士の刀種により装備可能な刀装に違いがあり、このうち弓兵、銃兵、投石兵は刀剣男士の戦闘である「白刃戦」開始前の「遠戦」により敵を攻撃し、ダメージを与えることができる。

### 敵キャラクター
敵キャラクターは以下の2種類に大別される。いずれもクリーチャーデザインは源覚（元ニトロプラス→現フリー）によるものである。
歴史修正主義者
過去に遡り歴史の改竄を目論む勢力で、遡行軍、時間遡行軍とも言う。通常出陣した際にマップの紫色のマスで遭遇する敵。姿は刀種によって一定で、強さによって「甲・乙・丙」の区分があり、カラーエフェクトが違っている。プレイヤー側キャラクターでは刀種上装備できない刀装を所持していたり、刀剣男士にないレア度・刀装スロット数を備えている。短刀・脇差にはそれぞれ上位種の苦無・中脇差が存在する。部隊名や編成はマップやマスの難易度によって変化する。
検非違使
正しい歴史の維持を目的とする、正体不明の第三勢力。刀剣男士と歴史修正主義者の双方を歴史の異物とみなし、作中では正しい歴史にするためなら人殺しも厭わないという設定になっている。歴史修正主義者と同じ姿をしており刀種により一定だが、カラーエフェクトは青く区分は「_放免」のみで、刀種アイコンによって2種のレアリティに分かれている。また、短刀・脇差・打刀が存在せず、歴史修正主義者に確認できない長柄槍が存在する。強さはマップではなくプレイヤー側の部隊編成内の男士の最高レベルに合わせた編成になる。勝利した際にはまれに検非違使のみからドロップする刀剣男士を入手できる。部隊名は「歴史看督分隊」。
同じ通常マップのボスマスを10回クリアすると、そのマップの戦闘マスにランダムに出現するようになり、マップにアイコンがマークアップされる。出現マップにて戦闘マスへ進軍すると、通常は時間遡行軍アイコンが出現し即戦闘となるが、一定の確率で時間遡行軍アイコンがカットされ検非違使アイコンへと挿げ替わり、戦闘前にグラフィックとマップ毎に異なる詩的なナレーション文が表示される。最初のマップである函館には検非違使は出現しない。また、期間限定イベントにおいて特定の戦闘マスで必ず出現するよう設定されているマップも存在する（この場合グラフィックおよびナレーション文はない）。

## 制作

### 企画
2013年9月にニトロプラスの小坂崇氣がDMMに相談を持ちかけ、企画が立ち上がる。ニトロプラスは原作としてキャラクターデザインや脚本、UIを手がけることになった。
2016年3月1日から、アプリケーションソフト「刀剣乱舞-Pocket-」がリリースされた。ブラウザではDMMの利用規約により18歳未満はプレイが不可能であったが、携帯端末でゲームを利用する場合のレーティングは3歳以上となった。
ブラウザ版とアプリ版はコードを入力することにより同期可能であるが、アプリ版ではDMMゲームストアの導入の必要がなく「甲州金」というDMMポイントとは異なる課金システムを採用しており、ブラウザ版とアプリ版を合算してゲーム内購入を行うことはできない。事前登録者数は約147万人に達した。

### スタッフ
公式発表済みの製作者の一覧。
- 運営 - DMMゲームズ
- 原作 - ニトロプラス
- 企画 - 東條寛・小坂崇氣
- エグゼクティブプロデューサー - 伊藤正和・でじたろう
- 開発プロデューサー - 瀬木玲衣子
- 企画プロデューサー - 北岡功
- 原作プロデューサー - でじたろう
- 原作ディレクター - 小鞠
- 世界観監修 - 芝村裕吏
- シナリオ - ニトロプラス・芝村裕吏・海法紀光・涼原秋春・伊藤栄之進・末満健一
- 時間遡行群デザイン - 源覚・大谷潔水
- デフォルメキャラクターデザイン - 奈良達人
- OPムービー - ニトロプラスアーツ
- BGM - ZIZZ STUDIO・GEORIDE

### 主題歌
「夢現乱舞抄」（2016年8月）
作詞：磯谷佳江、作曲：小野貴光、編曲：玉木千尋、歌：板垣奏太郎
「あなたと 私と」（2020年8月）
作詞・作曲・歌：松任谷由実、編曲：松任谷正隆

## 展開・受容
本作に登場する名刀・ 鯰尾藤四郎を所蔵する徳川美術館へ問い合わせが急増し、2015年2月10日から同年4月12日までの2か月間限定で一般公開されることになった。
他の刀剣に関しても収蔵されている神社仏閣や博物館・美術館にファンが足を向けているほか、刀剣関連書籍の売上がいきなり伸びはじめるなど出版にも影響が現れており、『別冊宝島』の日本刀シリーズの女性読者の割合が高まったことについて、版元である宝島社は本作を含むゲームや漫画などの影響があったのではないかと分析し、こうした流れを受け、河出書房新社のようにユーザーに向け自社出版物をアピールする版元も現れている。
本作の女性ファンについては「刀剣女子」とも呼称されるようになり、2015年の新語・流行語大賞のノミネート語50語にも選出された。
2015年4月23日には同じDMMゲームズから日本刀を題材としたブラウザゲーム「しんけん!!」のサービスが開始された。当作品は刀剣乱舞の開発スタッフとは無関係の別の開発チームの作品であるが当作品の登録者には刀剣乱舞から興味を持ったユーザーもおり本作の存在が少なからず影響を与えている事を述べている
。
2017年6月15日には日本キャラクター大賞で審査員特別賞を受賞した。
また、ゲーム内の案内役こんのすけの着ぐるみが制作され「ゆるキャラグランプリ2016」にエントリーし、企業・その他部門で準優勝となった。
当ゲームに登場する刀剣の擬人化キャラクターである「刀剣男士」の人気により、実際の刀剣に興味を持つ人が増えたという社会現象に着目し、2016年には、東京大学大学院人文社会系研究科文化資源学研究室主催により第15回文化資源学フォーラム「キャラクター考―『刀剣男士』の魅せるもの―」が開催された。

### 刀剣の再発見・復元等への影響
キャラクターの元となった刀剣「燭台切光忠」は水戸徳川家が所有し関東大震災の際に焼失したとされていたが、当ゲームのサービス開始以後、水戸徳川家の家宝を保管する徳川ミュージアムへ燭台切光忠の所在についての問い合わせが急増し、それを受けて保管品を調査した結果、2015年4月に再発見に至った。その後、罹災前の燭台切光忠を復元する計画が持ち上がり、2018年1月に本科と写しの同時展示が徳川ミュージアムにて行われた。また、同年6月にはニトロプラスへ写しの押形が贈られた。
キャラクターの元となった大太刀「蛍丸」は阿蘇神社に奉納されていた旧国宝であったが、太平洋戦争終戦直後にGHQに接収されてより行方不明となっていた。21世紀になって関市で復元計画が持ち上がり、伝存する押形や墨絵を参考に2017年3月の完成を目指し、各務原市・関市・美濃加茂市共同で2015年11月にクラウドファンディングを立ち上げてネットで資金を募ったところ、開始5時間で目標額の550万円を越え、4日過ぎには3221万円に達した。この計画に資金が集中した原因として「刀剣乱舞」の人気も指摘されている。また、最高額出資者は「刀剣乱舞」を制作したニトロプラス代表の小坂で、彼は2016年2月27日の阿蘇神社におけるプロジェクト開始の「奉納鍛錬」儀式と、2017年6月17日の完成奉告式典にも参列している。刀匠は3振りを作刀し、1振りは不明前に所有していた阿蘇神社に奉納され、1振りは関鍛冶伝承館に寄贈され9月29日に一般公開された。残る1振りは当初より最高額出資者への返礼品とされていたため、ニトロプラス代表の小坂へ贈られ、「蛍丸写 影打」として「刀剣乱舞」関連の各種イベントにて随時公開されている。
久能山東照宮は2017年12月、所蔵する刀剣のうち修復が急務とされる10振りの修復資金を捻出すべくクラウドファンディングを立ち上げた。ニトロプラスもこれに協力すべく、同宮に所蔵され「刀剣乱舞」のキャラクターにも採用された刀剣「ソハヤノツルキ」のグッズを返礼品として提供したところ、開始6時間で目標額の500万円を突破し、最終的には6倍近い約2936万円に達した。
2019年3月には東大阪市の石切劔箭神社により「創建2677年 石切劔箭神社 『刀剣奉納』プロジェクト」が発足し、「太刀石切丸」の復元刀を御祭神に奉納するために3月26日からクラウドファンディングサービス「BOOSTER」を通じて支援を募集したところ、「刀剣乱舞-ONLINE-」による特別返礼品のグッズ協力もあり、開始4時間あまりで目標金額の1000万円に到達し、最終的には8倍近い約7975万円に達した。

### 関連イベント・コラボレーション

#### 博物館・美術館・神社・自治体
作中の刀剣と縁のある博物館・美術館や神社、自治体と公式コラボレーション企画を行っている。
- 刀剣乱舞 -ONLINE- 〜京の軌跡 スタンプラリー〜 - 第一弾が2016年1月23日から3月13日まで、第二弾が2017年1月21日から3月13日にそれぞれ開催された。京都市内の刀剣ゆかりの神社や寺等に刀剣男士のパネルが展示され、北野天満宮では「髭切」の特別展示も実施された[51][52][53]。
- 佐野美術館展覧会「名刀は語る　磨きの文化」開催記念 三島市・「刀剣乱舞-ONLINE-」コラボレーション企画 - 静岡県三島市の佐野美術館にて2016年11月12日から2017年2月19日まで開催され、「刀剣男士・蜻蛉切」と「刀剣男士・太鼓鐘貞宗」のパネルが展示され、三島市郷土資料館（楽寿園内）と三島大社宝物館も含めたスタンプラリーが設けられた[54][55]。
- 「刀剣乱舞-本丸博-」 - 2017年1月6日から1月15日までサンシャインシティ、同年4月28日から5月7日までグランフロント大阪、同年5月13日から5月28日まで仙台駅前イービーンズ、同年7月22日から8月6日まで西鉄ホール、同年8月31日から9月6日まで松坂屋名古屋店にてそれぞれ開催された「刀剣乱舞-ONLINE-」の二周年を記念した初の公式複合イベント[56]。ゲームの参加イラストレーターによる描き下ろしイラストの他、推定復元「三日月宗近 生ぶ復元プロジェクト」として石田四郎國壽刀匠が試作した影打「復元 三日月宗近 影」も展示された[57]。
- 京都文化博物館「戦国時代展 -A CENTURY of DREAMS-」[58] - 2017年2月25日から4月16日の期間に開催された同展において、3月1日から5日にスペシャルコラボとして「五虎退」をデザインした特製クリアファイルが先着500名にプレゼントされた[59]。
- 特別展『今、超克のとき。山姥切国広 いざ、足利。』 - 2017年3月4日から4月2日まで足利市立美術館にて開催。「山姥切国広」の刀工に縁のある栃木県足利市において、コラボレーション企画「「足利市×刀剣乱舞-ONLINE-」」が開催され、個人蔵である「山姥切国広」が20年ぶりに展示された他、市内開催場所でコラボグッズ販売や講演・キャラクターパネルなども展示された[60][61][62][63][64]。
- 特別展『京のかたな－匠のわざと雅のこころ』 - 2018年9月29日から11月25日まで京都国立博物館にて開催。コラボチケットの販売、刀剣男士の等身大パネルや描き下ろしイラストの展示、コラボ音声ガイドの貸出、限定コラボグッズの販売などが行われた[65][66]。また開期中に、展示刀剣のひとつである本作長義(以下58字略)をモデルにした刀剣男士「山姥切長義」がゲーム内で実装された。
- 特別展『侍 ～もののふの美の系譜～The Exhibition of SAMURAI』 - 2019年9月7日から11月4日まで福岡市博物館にて開催。コラボチケットの販売、刀剣男士の等身大パネルや描き下ろしイラストの展示、コラボ音声ガイドの貸出、限定コラボグッズの販売、コラボ宿泊プランの提供などが行われた[67]。また開期中に、展示刀剣のひとつである桑名江をモデルにした刀剣男士「桑名江」がゲーム内で実装され、等身大パネルが追加展示された。

#### 他作品・企業
- 「刀剣乱舞-ONLINE-」×「グッドスマイル×アニメイトカフェ」 - 2015年2月24日から5月6日までアニメイトカフェ秋葉原店および大阪日本橋店で開催された[68]。
- JR東日本 水戸支社 - 2019年2月16日-同年3月24日の期間で水戸の梅まつり実行委員会・徳川ミュージアムの協力で「アニメ 続『刀剣乱舞-花丸-』花丸遊印録スタンプラリー」を開催[69][70][71]。2019年2月16日-翌17日・同月23日に団体列車の特別快速として「快速　燭台切光忠」が運行されたまた、2022年には『新幹線　燭台切光忠』が運行された。[72][73]。
- カードファイト!! ヴァンガードG
  - タイトルブースター「刀剣乱舞 -ONLINE-」（G-TB01）が2015年7月17日に発売[74]。一部のカードには「誉」や「真剣必殺」などゲームにちなんだスキルが付与されている[75]。また、イラストレーターの表記は全て「2015 DMMゲームズ/Nitroplus」に統一されている[76]。
  - タイトルトライアルデッキ「刀剣乱舞 -ONLINE-」（VG-G-TTD01）[77] およびタイトルブースター「刀剣乱舞 -ONLINE-」弐（G-TB02）が2016年10月14日に発売[78]。一部のカードには「二刀開眼」などゲームにちなんだスキルが付与されている。また、イラストレーターの表記は全て「2015-2016 DMMゲームズ/Nitroplus」に統一されている[79][80]
  - デッキセット「刀剣乱舞-花丸-」　第1弾/第2弾（VG-G-THD01/02）が2017年10月6日に発売[81]。
  - 上記は全て日本語版のヴァンガードを使用した大会でのみ使用でき、英語版を使用した大会では使用できない。
  - 余談だが、2018年1月20日に開催されたヴァンガード全国大会においてこのクランを使用したデッキが優勝、翌21日の世界大会でも準優勝している。

## 問題・批判
画像盗用問題
2015年7月10日、運営チームは外部から「インターネット上の画像を無断複製または無断翻案しているのではないか」と指摘を受け、一部に適正な権利処理が行われていない事例を確認すると、お詫びをニトロプラスのサイトに掲載し、関係者などに謝罪した。
これを受けてDMMが権利者に連絡し、ニトロプラスに問題があるアイコンなどの画像の変更を指示した結果、該当箇所は新規画像に差し替えられた。
関係者の物議をかもした発言
2015年7月30日にニトロプラスは、脚本・世界観担当の芝村裕吏が同年5月に開催された「コンテンツ文化史学会」において、『刀剣乱舞』のユーザーの拡がりについて「大東亜共栄圏」になぞらえて発言したほか、Twitterでは『刀剣乱舞』に絡めて特定の思想信条に関するツイートを投稿したことに対しての多数の問い合わせに応え、「『刀剣乱舞-ONLINE-』というゲームはなんらかの思想信条を反映するものではなく、制作過程においても、その意図は存在いたしません」と宣言して管理不足を謝罪し、芝村に発言を控える要請をしたことを公表した。

## メディアミックス

### 舞台作品
2015年よりミュージカル版「ミュージカル『刀剣乱舞』」、2016年よりストレートプレイ版「舞台『刀剣乱舞』」として2シリーズ同時にメディアミックス展開されている。ファンの間で「2.5次元」と称されるところのメディア作品。
ゲームを原作とするが、ゲーム内では明確なストーリーパートは存在せず、明らかになっている設定やキャラクター同士の会話や因縁シーンが描かれるのみのため、主にゲーム内設定を踏まえながら、演目ごとに別の描き起こしストーリーとなっている。
2023年7月、新作歌舞伎『刀剣乱舞 月刀剣縁桐』が新橋演舞場で公演される。

### アニメ
「刀剣乱舞-ONLINE-」を原作とするアニメ作品として、2016年よりテレビアニメ『刀剣乱舞-花丸-』（とうけんらんぶ はなまる）が、2017年よりテレビアニメ『活撃 刀剣乱舞』（かつげき とうけんらんぶ）が放送。
2024年より、舞台『虚伝 燃ゆる本能寺』を原作とするアニメ作品として『刀剣乱舞 廻 -虚伝 燃ゆる本能寺-』（とうけんらんぶ かい きょでん もゆるほんのうじ）が放送。
これらの作品は、原作であるニトロプラス、DMM.comが参加する以外、製作陣が完全に異なっており、物語の舞台となる本丸も別のものとなっている。

#### 刀剣乱舞-花丸-
2016年10月から12月までTOKYO MX・カンテレ・BS11にて第1期として放送された。2017年2月5日第2期の制作が発表した。
その後、2017年3月25日から26日にかけて開催されたAnimeJapan2017TOHO animationブースにて第2期の制作が発表され、2018年1月から3月まで『続 刀剣乱舞-花丸-』のタイトルで放送された。
また、第1期の劇場版総集編『刀剣乱舞-花丸- 〜幕間回想録〜』が、2017年12月1日より2週間限定で上映された。2021年2月に行われたイベント「花丸春一番!」内で映画『特「刀剣乱舞-花丸-」〜雪月華〜』の製作が発表され、翌2022年公開であることと三部作になることが発表された。2022年5月20日に「雪ノ巻」、7月8日に「月ノ巻」、9月1日に「華ノ巻」がそれぞれ劇場限定上映された。
キャスト、およびキャラクター原案はゲームに準ずる（刀剣男士）。審神者は存在するが、画面には映らない設定になっている。第1話の時点では17振りの刀剣男士が登場する。回を追うごとに刀剣男士は増え、最終話までに47振りの刀剣男士が登場する。

##### あらすじ（花丸）
一期（花丸）
かつて新撰組の沖田総司（声 - 小野大輔） の愛刀であった刀剣男士、大和守安定と加州清光を中心に、「とある本丸における刀剣男士たちの花丸な日々」を描く。
舞台となる「とある本丸」における刀剣男士たちの平穏な日常生活を縦軸に、現在の主である審神者とかつての主である沖田総司との狭間で思い悩む「とある本丸」の大和守安定の成長を横軸に、物語は繰り広げられる。
二期（続・花丸）
一期終盤で旅に出た大和守安定の帰りを待つ加州清光を中心に、「とある本丸における刀剣男士たちの花丸な日々」を描く。
舞台となる「とある本丸」における刀剣男士たちの平穏な日常生活を縦軸に、長く実戦から遠ざかり自身の強さや主である審神者の思惑に不安を抱く「とある本丸」の加州清光の成長を横軸に、物語は繰り広げられる。
映画（特花丸）
加州と続・花丸のラストで帰ってきた大和守を中心に、とある本丸での平和な日々を描く。
特花丸・雪
本丸が雪で覆われたある日、加州と大和守は時の政府の指令で山姥切長義が本丸に配属された時のことを思い出していた。そんな中、大和守は加州にある提案をする。それは、自分同様己を磨く旅に出てはどうかという提案だった。一方、本丸に「時間遡行軍に歴史を改変されたまま放棄されている世界を調査する」と言う初の入電が下る。
陸奥守を部隊長に、文久三年の土佐へ向かう五振。そこには、先発隊の肥前忠広・南海太郎朝尊がいた。
特花丸・月
数度目の夏を迎えたとある本丸。主は、刀剣男子達に三日間の休養を指示する。
突然の休暇に、戸惑う刀剣男子達。主に何か出来ないかと、三日間の休養中のアルバム作りを提案する。大和守も、修行中の加州の為に休養中の思い出を残すため、アルバム作りに奔走する。
特花丸・華
別の時代に出陣していた部隊が持ち帰った玉鋼の影響で、突然主（審神者）が倒れてしまう。その影響で時空転移装置も作動不能になり、平安時代・戦国時代・江戸時代へ遠征に出ていた三部隊18振は突如帰還不能に陥った。
状況を改善するためには、主の夢の中へ入り心を解放すること。主の心を開くため、加州は大和守と共に未知の世界へ出陣する。

##### 登場人物・キャスト（花丸）
※刀剣男士のキャスト、およびキャラクター原案はゲームに準ずる（刀剣男士）
こんのすけ
声 - 新祐樹
ゲームではナビゲーターおよびマスコット的な存在であるがテキストのみでボイスはなく、声優の起用はアニメオリジナルである。
『花丸』では1期では、こんのすけは審神者と共に登場しておらず、2期1話にて先代こんのすけ（声 - 飛田展男）と交代することになり「とある本丸」に赴任してくる。先代と後任は体格や体色は同じだが、声や首に付けている飾りが違っている。先代こんのすけは交代の際に、自分は姿を見せず部屋に篭っていた審神者に付きっきりだったが、後任は性格が違うのでそうはならないだろうと刀剣男士たちに語っている。

##### スタッフ（花丸）
|                               | テレビアニメ                                                                      | テレビアニメ                                                                      | 劇場アニメ                                                                        | 劇場アニメ                                                                        | 劇場アニメ                                                                        |
| 第1期                         | 第2期                                                                             | 雪ノ巻                                                                            | 月ノ巻                                                                            | 華ノ巻                                                                            |                                                                                   |
| ----------------------------- | --------------------------------------------------------------------------------- | --------------------------------------------------------------------------------- | --------------------------------------------------------------------------------- | --------------------------------------------------------------------------------- | --------------------------------------------------------------------------------- |
| 原案                          | 「刀剣乱舞-ONLINE-」より（DMMゲームズ（花丸・続）/EXNOA LLC（特花丸）/Nitroplus） | 「刀剣乱舞-ONLINE-」より（DMMゲームズ（花丸・続）/EXNOA LLC（特花丸）/Nitroplus） | 「刀剣乱舞-ONLINE-」より（DMMゲームズ（花丸・続）/EXNOA LLC（特花丸）/Nitroplus） | 「刀剣乱舞-ONLINE-」より（DMMゲームズ（花丸・続）/EXNOA LLC（特花丸）/Nitroplus） | 「刀剣乱舞-ONLINE-」より（DMMゲームズ（花丸・続）/EXNOA LLC（特花丸）/Nitroplus） |
| 監督                          | 直谷たかし                                                                        | 越田知明                                                                          | 直谷たかし                                                                        | 越田知明                                                                          | 野呂純恵                                                                          |
| 副監督                        | N/A                                                                               | N/A                                                                               | 由井翠                                                                            | N/A                                                                               | N/A                                                                               |
| シリーズ構成                  | ピエール杉浦                                                                      | ライトワークス                                                                    | N/A                                                                               | N/A                                                                               | N/A                                                                               |
| 脚本                          | ピエール杉浦、吉田恵里香                                                          | ライトワークス                                                                    | 猫田幸                                                                            | 猫田幸                                                                            | 猫田幸                                                                            |
| キャラクターデザイン          | 谷口淳一郎                                                                        | 谷口淳一郎                                                                        | 谷口淳一郎                                                                        | 谷口淳一郎                                                                        | 谷口淳一郎                                                                        |
| サブキャラクター デザイン     | N/A                                                                               | 飯田恵理子、森光恵                                                                | 飯田恵理子、森光恵                                                                | 飯田恵理子、森光恵                                                                | 飯田恵理子、森光恵                                                                |
| 刀剣デザイン・監修            | N/A                                                                               | 中島絵理、秋篠 Denforword 日和                                                    | 中島絵理、秋篠 Denforword 日和                                                    | 中島絵理、秋篠 Denforword 日和                                                    | 中島絵理、秋篠 Denforword 日和                                                    |
| プロップデザイン              | 小野和美                                                                          | 小野和美                                                                          | 小野和美                                                                          | 小野和美                                                                          | 小野和美                                                                          |
| プロップデザイン              | N/A                                                                               | N/A                                                                               | 伊澤珠美、秋篠denforword日和                                                      | 伊澤珠美、秋篠denforword日和                                                      | 伊澤珠美、秋篠denforword日和                                                      |
| 時間遡行軍 デザイン・監修     | 大島縁                                                                            | 大島縁                                                                            | N/A                                                                               | N/A                                                                               | N/A                                                                               |
| 美術設定                      | 高橋武之                                                                          | 高橋武之                                                                          | 高橋武之                                                                          | 高橋武之                                                                          | 高橋武之                                                                          |
| 美術監督                      | 安田ゆかり                                                                        | 安田ゆかり                                                                        | 安田ゆかり                                                                        | 安田ゆかり                                                                        | 安田ゆかり                                                                        |
| 色彩設計                      | 真壁源太、石黒けい                                                                | 竹内優太                                                                          | 伊藤裕香                                                                          | 石黒けい                                                                          | 真壁源太                                                                          |
| 撮影監督                      | 伊藤邦彦                                                                          | 呉健弘                                                                            | 呉健弘                                                                            | 呉健弘                                                                            | 呉健弘                                                                            |
| 編集                          | 坪根健太郎                                                                        | 坪根健太郎                                                                        | 坪根健太郎                                                                        | 坪根健太郎                                                                        | 坪根健太郎                                                                        |
| 音響監督                      | 郷文裕貴                                                                          | 郷文裕貴                                                                          | 郷文裕貴                                                                          | 郷文裕貴                                                                          | 郷文裕貴                                                                          |
| 音楽                          | 川井憲次                                                                          | 川井憲次                                                                          | 川井憲次                                                                          | 川井憲次                                                                          | 川井憲次                                                                          |
| 音楽制作                      | 東宝                                                                              | 東宝                                                                              |                                                                                   |                                                                                   |                                                                                   |
| 音楽プロデューサー            | 三上政高                                                                          | 礒部慧利                                                                          |                                                                                   |                                                                                   |                                                                                   |
| チーフプロデューサー          | 古澤佳寛、でじたろう、松本慶明、山本弘毅                                          | 古澤佳寛、でじたろう、松本慶明、山本弘毅                                          |                                                                                   |                                                                                   |                                                                                   |
| プロデューサー                | 伊藤隼之介、OK間                                                                  | 細井駿介、山本英範                                                                |                                                                                   |                                                                                   |                                                                                   |
| プロデューサー                | 小浜匠、森田淳、宇佐義大                                                          |                                                                                   |                                                                                   |                                                                                   |                                                                                   |
| アニメーション プロデューサー | 中村陽介                                                                          | 鎌田肇                                                                            |                                                                                   |                                                                                   |                                                                                   |
| アニメーション制作            | 動画工房                                                                          | 動画工房                                                                          | 動画工房                                                                          | 動画工房                                                                          | 動画工房                                                                          |
| 製作                          | アニメ「刀剣乱舞-花丸-」製作委員会                                                | アニメ「刀剣乱舞-花丸-」製作委員会                                                | 特『刀剣乱舞-花丸-』製作委員会                                                    | 特『刀剣乱舞-花丸-』製作委員会                                                    | 特『刀剣乱舞-花丸-』製作委員会                                                    |
| 配給                          | N/A                                                                               | N/A                                                                               | 東宝映像事業部                                                                    | 東宝映像事業部                                                                    | 東宝映像事業部                                                                    |

##### 主題歌・CD（花丸）
主題歌のCDは下記のリスト内のタイトルと発売日にて東宝の音楽レーベル「TOHO animation RECORDS」からリリースされた。
※OP＝オープニング、ED＝エンディング
| 発売日                                                                                     | CDタイトル                                     | テーマ項目              | 曲名                      | 歌 | 作詞                    | 作曲                    | 編曲                    |
| 第1期『刀剣乱舞-花丸-』                                                                    | 第1期『刀剣乱舞-花丸-』                        | 第1期『刀剣乱舞-花丸-』 | 第1期『刀剣乱舞-花丸-』   | 第1期『刀剣乱舞-花丸-』 | 第1期『刀剣乱舞-花丸-』 | 第1期『刀剣乱舞-花丸-』 | 第1期『刀剣乱舞-花丸-』 |
| ------------------------------------------------------------------------------------------ | ---------------------------------------------- | ----------------------- | ------------------------- | --- | ----------------------- | ----------------------- | ----------------------- |
| 2016年 10月12日                                                                            | 歌詠集 其の一                                  | シリーズOP 第12話ED     | 花丸◎日和！               | 大和守安定（ 市来光弘 ） 加州清光（ 増田俊樹 ） | ミズノゲンキ            | 睦月周平                | 睦月周平                |
| 2016年 10月12日                                                                            | 歌詠集 其の一                                  | 第1話ED                 | 明け暮れ日記              | 大和守安定（ 市来光弘 ） 加州清光（ 増田俊樹 ） | ミズノゲンキ            | 睦月周平                | 睦月周平                |
| 10月26日                                                                                   | 歌詠集 其の二                                  | 第2話ED                 | 心魂の在処                | へし切長谷部（ 新垣樽助 ） 宗三左文字（ 泰勇気 ） 薬研藤四郎（ 山下誠一郎 ） | eNu                     | R・O・N                 | R・O・N                 |
| 10月26日                                                                                   | 歌詠集 其の二                                  | 第3話ED                 | 花の薫りは叶枝垂れ        | 前田藤四郎（ 入江玲於奈 ） 薬研藤四郎（山下誠一郎） 五虎退（ 粕谷雄太 ） 秋田藤四郎（ 山谷祥生 ） 乱藤四郎（ 山本和臣 ） 平野藤四郎（ 浅利遼太 ） 厚藤四郎（ 山下大輝 ） | eNu                     | 睦月周平                | 睦月周平                |
| 11月9日                                                                                    | 歌詠集 其の三                                  | 第4話ED                 | 時ぞとも無し兼備の華よ    | 堀川国広（ 榎木淳弥 ） 和泉守兼定（ 木村良平 ） | ミズノゲンキ            | 設楽哲也                | 設楽哲也                |
| 11月9日                                                                                    | 歌詠集 其の三                                  | 第5話ED                 | 出づる月、招宴の唄        | 歌仙兼定（ 石川界人 ） 燭台切光忠（ 佐藤拓也 ） 鶴丸国永（ 斉藤壮馬 ） 三日月宗近（ 鳥海浩輔 ） | ミズノゲンキ            | 稲毛謙介                | 稲毛謙介                |
| 11月23日                                                                                   | 歌詠集 其の四                                  | 第6話ED                 | お気楽珍道中              | 陸奥守吉行（ 濱健人 ） 博多藤四郎（ 大須賀純 ） 山伏国広（ 櫻井トオル ） 御手杵（ 浜田賢二 ） | eNu                     | 設楽哲也                | 設楽哲也                |
| 11月23日                                                                                   | 歌詠集 其の四                                  | 第7話ED                 | 恋と浄土の八重桜          | 前田藤四郎（入江玲於奈） 鯰尾藤四郎（斉藤壮馬） 薬研藤四郎（山下誠一郎） 五虎退（粕谷雄太） 秋田藤四郎（山谷祥生） 乱藤四郎（山本和臣） 平野藤四郎（浅利遼太） 骨喰藤四郎（ 鈴木裕斗 ） 厚藤四郎（山下大輝） 博多藤四郎（大須賀純） 一期一振（ 田丸篤志 ）                                                                        | 芥田貴弘                | 芥田貴弘                | 宮崎誠                  |
| 12月7日                                                                                    | 歌詠集 其の五                                  | 第8話ED                 | にっかり妖かし数え唄      | にっかり青江（間島淳司）と幽霊退治戦隊 | ピエール杉浦            | 睦月周平                | 睦月周平                |
| 12月7日                                                                                    | 歌詠集 其の五                                  | 第9話ED                 | 暁の星                    | 今剣（山下大輝） 岩融（ 宮下栄治 ） | eNu                     | R・O・N                 | R・O・N                 |
| 12月21日                                                                                   | 歌詠集 其の六                                  | 第10話ED                | 心馳せから縁あり          | 愛染国俊（山下誠一郎） 蛍丸（ 井口祐一 ） 明石国行（浅利遼太） | ミズノゲンキ            | 稲毛謙介                | 稲毛謙介                |
| 12月21日                                                                                   | 歌詠集 其の六                                  | 第12話挿入歌            | いつ、何時も              | 大和守安定（市来光弘） 加州清光（増田俊樹） | ミズノゲンキ            | 保科潤                  | 保科潤                  |
| 2017年 12月7日                                                                             | 歌詠全集                                       | 劇場版総集編 主題歌     | 花丸◎日和！47振りver.     | 花丸刀剣男士一同 | ミズノゲンキ            | 睦月周平                | 睦月周平                |
| 第2期『続 刀剣乱舞-花丸-』                                                                 |                                                |                         |                           | |                         |                         |                         |
| 2018年 1月10日                                                                             | 歌詠集 其の一                                  | 第1話OP 第12話ED        | 花丸印の日のもとで        | 大和守安定（市来光弘） 加州清光（増田俊樹） | ミズノゲンキ            | 睦月周平                | 睦月周平                |
| 2018年 1月10日                                                                             | 歌詠集 其の一                                  | 第1話ED                 | 天と暦                    | 髭切（ 花江夏樹 ） 膝丸（ 岡本信彦 ） | ミズノゲンキ            | R・O・N                 | R・O・N                 |
| 1月17日                                                                                    | 歌詠集 其の二                                  | 第2話OP                 | 花丸印の日のもとで ver.2  | 大和守安定（市来光弘） 加州清光（増田俊樹） ゲストボーカル [ * 1 ] | ミズノゲンキ            | 睦月周平                | 睦月周平                |
| 1月17日                                                                                    | 歌詠集 其の二                                  | 第2話ED                 | 明日天気になあれ          | 鯰尾藤四郎（斉藤壮馬） 骨喰藤四郎（鈴木裕斗） 一期一振（田丸篤志） | eNu                     | 保科潤                  | 保科潤                  |
| 1月24日                                                                                    | 歌詠集 其の三                                  | 第3話OP                 | 花丸印の日のもとで ver.3  | 大和守安定（市来光弘） 加州清光（増田俊樹） ゲストボーカル [ * 2 ] | ミズノゲンキ            | 睦月周平                | 睦月周平                |
| 1月24日                                                                                    | 歌詠集 其の三                                  | 第3話ED                 | 奇しき巡りは粋な縁        | 燭台切光忠（佐藤拓也） 大倶利伽羅（古川慎） 太鼓鐘貞宗（ 髙橋孝治 ） | eNu                     | 設楽哲也                | 設楽哲也                |
| 1月31日                                                                                    | 歌詠集 其の四                                  | 第4話OP                 | 花丸印の日のもとで ver.4  | 大和守安定（市来光弘） 加州清光（増田俊樹） ゲストボーカル [ * 3 ] | ミズノゲンキ            | 睦月周平                | 睦月周平                |
| 1月31日                                                                                    | 歌詠集 其の四                                  | 第4話ED                 | めでたしつくりごと        | 山姥切国広（前野智昭） 獅子王（逢坂良太） 小鳥丸（保志総一朗） | ミズノゲンキ            | 睦月周平                | 睦月周平                |
| 2月7日                                                                                     | 歌詠集 其の五                                  | 第5話OP                 | 花丸印の日のもとで ver.5  | 大和守安定（市来光弘） 加州清光（増田俊樹） ゲストボーカル [ * 4 ] | ミズノゲンキ            | 睦月周平                | 睦月周平                |
| 2月7日                                                                                     | 歌詠集 其の五                                  | 第5話ED                 | みちゆき、寄り合い        | 蜂須賀虎徹（興津和幸） 浦島虎徹（ 福島潤 ） 長曽祢虎徹（新垣樽助） | eNu                     | 設楽哲也                | 設楽哲也                |
| 2月14日                                                                                    | 歌詠集 其の六                                  | 第6話OP                 | 花丸印の日のもとで ver.6  | 大和守安定（市来光弘） 加州清光（増田俊樹） ゲストボーカル [ * 5 ] | ミズノゲンキ            | 睦月周平                | 睦月周平                |
| 2月14日                                                                                    | 歌詠集 其の六                                  | 第6話ED                 | 花色衣                    | 宗三左文字（泰勇気） 小夜左文字（村瀬歩） 江雪左文字（佐藤拓也） | ミズノゲンキ            | 睦月周平                | 睦月周平                |
| 2月21日                                                                                    | 歌詠集 其の七                                  | 第7話OP                 | 花丸印の日のもとで ver.7  | 大和守安定（市来光弘） 加州清光（増田俊樹） ゲストボーカル [ * 6 ] | ミズノゲンキ            | 睦月周平                | 睦月周平                |
| 2月21日                                                                                    | 歌詠集 其の七                                  | 第7話ED                 | 鈴生り時にて              | 前田藤四郎（入江玲於奈） 鯰尾藤四郎（斉藤壮馬） 薬研藤四郎（山下誠一郎） 五虎退（粕谷雄太） 秋田藤四郎（山谷祥生） 乱藤四郎（山本和臣） 平野藤四郎（浅利遼太） 骨喰藤四郎（鈴木裕斗） 厚藤四郎（山下大輝） 博多藤四郎（大須賀純） 一期一振（田丸篤志） 後藤藤四郎（ 村田太志 ） 信濃藤四郎（ 小林裕介 ） 包丁藤四郎（ 宮田幸季 ） | ヤナガワタカオ          | ヤナガワタカオ          | R･O･N                   |
| 2月28日                                                                                    | 歌詠集 其の八                                  | 第8話OP                 | 花丸印の日のもとで ver.8  | 大和守安定（市来光弘） 加州清光（増田俊樹） ゲストボーカル [ * 7 ] | ミズノゲンキ            | 睦月周平                | 睦月周平                |
| 2月28日                                                                                    | 歌詠集 其の八                                  | 第8話ED                 | 一対の火花、秘め事に触れ  | 亀甲貞宗（ 山中真尋 ） 千子村正（ 諏訪部順一 ） | 滝沢章                  | 滝沢章                  | 滝沢章                  |
| 3月7日                                                                                     | 歌詠集 其の九                                  | 第9話OP                 | 花丸印の日のもとで ver.9  | 大和守安定（市来光弘） 加州清光（増田俊樹） ゲストボーカル [ * 8 ] | ミズノゲンキ            | 睦月周平                | 睦月周平                |
| 3月7日                                                                                     | 歌詠集 其の九                                  | 第9話ED                 | 刃生道                    | 太郎太刀（ 泰勇気 ） 次郎太刀（ 宮下栄治 ） | ミズノゲンキ            | 山田智和                | 宮崎誠                  |
| 3月14日                                                                                    | 歌詠集 其の十                                  | 第10話OP                | 花丸印の日のもとで ver.10 | 大和守安定（市来光弘） 加州清光（増田俊樹） ゲストボーカル [ * 9 ] | ミズノゲンキ            | 睦月周平                | 睦月周平                |
| 3月14日                                                                                    | 歌詠集 其の十                                  | 第10話ED                | 閃の刻印                  | 大典太光世（ 浪川大輔 ） ソハヤノツルキ（ 浅利遼太 ） | eNu                     | 馬渕直純                | 馬渕直純                |
| 3月28日                                                                                    | 歌詠集 其の十一                                | 第11話OP                | 花丸印の日のもとで ver.11 | 大和守安定（市来光弘） 加州清光（増田俊樹） ゲストボーカル [ * 10 ] | ミズノゲンキ            | 睦月周平                | 睦月周平                |
| 3月28日                                                                                    | 歌詠集 其の十一                                | 第12話挿入歌            | 繙く命                    | 大和守安定（市来光弘） 加州清光（増田俊樹） | ミズノゲンキ            | 睦月周平                | 睦月周平                |
| 4月18日                                                                                    | 続『刀剣乱舞-花丸-』オリジナルサウンドトラック | 第11話ED                | 一進一退                  | - | -                       | 川井憲次                |                         |
| ユニットメンバー 1. 2. 「花丸印の日のもとで」ゲストボーカル 1. 2. 3. 4. 5. 6. 7. 8. 9. 10. |                                                |                         |                           | |                         |                         |                         |

| 発売日        | タイトル                                            | 規格品番   |
| ------------- | --------------------------------------------------- | ---------- |
| 2017年2月15日 | 刀剣乱舞-花丸- DJCD 安定・清光の『花丸通信』 其の一 | THCA-60124 |
| 2017年1月18日 | 刀剣乱舞-花丸- オリジナル・サウンドトラック         | THCA-60123 |
| 2018年4月18日 | 続 刀剣乱舞-花丸- オリジナルサウンドトラック        | THCA-60201 |

##### 各話リスト（花丸）
| 話数   | サブタイトル                       | 脚本                     | 絵コンテ             | 演出                    | 作画監督                                                                                       | 総作画監督                          |       |       |       |       |       |       |       |       |       |       |       |       |       |       |       |       |       |       |
| 第1期  | 第1期                              | 第1期                    | 第1期                | 第1期                   | 第1期                                                                                          | 第1期                               | 第1期 | 第1期 | 第1期 | 第1期 | 第1期 | 第1期 | 第1期 | 第1期 | 第1期 | 第1期 | 第1期 | 第1期 | 第1期 | 第1期 | 第1期 | 第1期 | 第1期 | 第1期 |
| ------ | ---------------------------------- | ------------------------ | -------------------- | ----------------------- | ---------------------------------------------------------------------------------------------- | ----------------------------------- | ----- | ----- | ----- | ----- | ----- | ----- | ----- | ----- | ----- | ----- | ----- | ----- | ----- | ----- | ----- | ----- | ----- | ----- |
| 第1話  | 睦月 ちょーしにのんな              | ピエール杉浦             | 直谷たかし           | 直谷たかし              | 山﨑淳、大沢美奈                                                                               | 谷口淳一郎                          |       |       |       |       |       |       |       |       |       |       |       |       |       |       |       |       |       |       |
| 第2話  | 如月 言いたいことなんて…、何もない | ピエール杉浦             | 高村雄太             | 高村雄太                | 曾我篤史、岡崎洋美                                                                             | ABOUT17 飯田恵理子                  |       |       |       |       |       |       |       |       |       |       |       |       |       |       |       |       |       |       |
| 第3話  | 弥生 一万分の一なんですって        | ピエール杉浦             | 山崎雄太             | 由井翠 ノロッコ豪       | 澤田知世、崎口さおり                                                                           | 吉川真帆                            |       |       |       |       |       |       |       |       |       |       |       |       |       |       |       |       |       |       |
| 第4話  | 卯月 強さって、なんだろうな        | ピエール杉浦             | 博多正寿             | 江副仁美                | 中本尚、小野和美                                                                               | 飯田恵理子                          |       |       |       |       |       |       |       |       |       |       |       |       |       |       |       |       |       |       |
| 第5話  | 皐月 優しいは、強い                | ピエール杉浦             | 吉川博明             | 伊部勇志                | 大野勉、江森真理子 服部憲知、松尾真彦                                                          | 吉川真帆                            |       |       |       |       |       |       |       |       |       |       |       |       |       |       |       |       |       |       |
| 第6話  | 水無月 この本丸は、めでたいね      | ピエール杉浦             | 山﨑雄太 ABOUT17     | 高村雄太 ABOUT17        | 栗原優、古賀美裕紀 鈴木彩乃、竹内由香里                                                        | 古賀美裕紀                          |       |       |       |       |       |       |       |       |       |       |       |       |       |       |       |       |       |       |
| 第7話  | 文月 誰かを想う幸せ                | ピエール杉浦             | ひいろゆきな         | ひいろゆきな            | 野田智弘、滝吾郎                                                                               | 吉川真帆                            |       |       |       |       |       |       |       |       |       |       |       |       |       |       |       |       |       |       |
| 第8話  | 葉月 幽霊退治戦隊、結成！          | ピエール杉浦             | 直谷たかし           | 藏本穂高                | 雨音熾、伊澤珠美 吉川真帆、小野和美 崎口さおり                                                 | 吉川真帆 古賀美裕紀                 |       |       |       |       |       |       |       |       |       |       |       |       |       |       |       |       |       |       |
| 第9話  | 長月 その過去があるから            | ピエール杉浦             | 吉川博明             | 江副仁美 児谷直樹       | 豊田暁子、鈴木彩乃 菊池政芳、藤田真弓 海保仁美、金璐浩                                         | 吉川真帆 谷口淳一郎                 |       |       |       |       |       |       |       |       |       |       |       |       |       |       |       |       |       |       |
| 第10話 | 神無月 本当に大事な思い出          | 吉田恵里香 ピエール杉浦  | 山崎雄太             | 深瀬重                  | 椛島洋介、古賀美裕紀 徳川恵梨、小野和美                                                        | 古賀美裕紀 飯田恵理子 谷口淳一郎    |       |       |       |       |       |       |       |       |       |       |       |       |       |       |       |       |       |       |
| 第11話 | 霜月 沖田譲りの、冴えた一撃        | ピエール杉浦             | セトウケンジ         | 高村雄太                | 吉川真帆、山本連雄 栗原優、鈴木彩乃 﨑口さおり、雨音熾                                         | 吉川真帆 谷口淳一郎                 |       |       |       |       |       |       |       |       |       |       |       |       |       |       |       |       |       |       |
| 第12話 | 師走 僕たちの本丸は、今日も花丸    | ピエール杉浦             | 直谷たかし           | 由井翠 藏本穂高         | 吉川真帆、伊澤珠美 松浦麻衣、古賀美裕紀 豊田暁子、﨑口さおり                                   | 谷口淳一郎 吉川真帆 飯田恵理子      |       |       |       |       |       |       |       |       |       |       |       |       |       |       |       |       |       |       |
| 第2期  |                                    |                          |                      |                         |                                                                                                |                                     |       |       |       |       |       |       |       |       |       |       |       |       |       |       |       |       |       |       |
| 第1話  | 睦月 強くならなきゃ                | 猫田幸 中本宗応          | 越田知明             | 越田知明                | 豊田暁子、伊澤珠美                                                                             | 森光恵                              |       |       |       |       |       |       |       |       |       |       |       |       |       |       |       |       |       |       |
| 第2話  | 如月 明日もいい日になりますように  | 永野たかひろ 猫田幸      | 由井翠               | 羽原久美子              | 兒玉ひかる                                                                                     | 熊田明子                            |       |       |       |       |       |       |       |       |       |       |       |       |       |       |       |       |       |       |
| 第3話  | 弥生 絶対負けねーッ!               | 猫田幸 木澤行人 中本宗応 | 吉川博明             | 由井翠                  | 﨑口さおり、山本蓮雄                                                                           | 古賀美裕紀                          |       |       |       |       |       |       |       |       |       |       |       |       |       |       |       |       |       |       |
| 第4話  | 卯月 この本丸の仲間だからだ        | 猫田幸 永野たかひろ      | 西田章二             | 藏本穂高                | 曾我篤史、鈴木彩乃 有我洋美                                                                    | 栗原優                              |       |       |       |       |       |       |       |       |       |       |       |       |       |       |       |       |       |       |
| 第5話  | 皐月 俺だから、できること          | 猫田幸                   | 島崎奈々子           | 島崎奈々子              | 竹内由香里、伊澤珠美 中本尚                                                                    | 熊田明子                            |       |       |       |       |       |       |       |       |       |       |       |       |       |       |       |       |       |       |
| 第6話  | 水無月 これからもよろしく          | 猫田幸                   | 越田知明             | 佐々木純人              | 海保仁美、菅原美智代 金璐浩、上野沙弥佳 宮野健                                                 | 菊永千里                            |       |       |       |       |       |       |       |       |       |       |       |       |       |       |       |       |       |       |
| 第7話  | 文月 いざ、大勝負                  | 永野たかひろ             | 越田知明、白幡良志之 | 越田知明、白幡良志之    | 曾我篤史、山本蓮雄 澤田知世、豊田暁子 koto、有我洋美 鈴木彩乃、﨑口さおり 竹内由香里、田村恭穂 | 曾我篤史                            |       |       |       |       |       |       |       |       |       |       |       |       |       |       |       |       |       |       |
| 第8話  | 葉月 このことは秘密だからな        | 猫田幸 中本宗応          | 由井翠               | 深瀬重                  | 菊池政芳、関真弓 山崎輝彦、池添優子 菅原美智代、金瑠浩 上野沙弥佳、宮野健                      | 菊永千里 海保仁美                   |       |       |       |       |       |       |       |       |       |       |       |       |       |       |       |       |       |       |
| 第9話  | 長月 たまにはいいですね…           | 永野たかひろ             | 吉川博明             | 藏本穂高                | 伊澤珠美、中本尚 栗原優、奥山玲奈                                                              | 栗原優                              |       |       |       |       |       |       |       |       |       |       |       |       |       |       |       |       |       |       |
| 第10話 | 神無月 ね、大丈夫でしょう          | 猫田幸 中本宗応          | 島崎奈々子           | 島崎奈々子              | 山崎輝彦、菅原美智代 関真弓、金璐浩 上野沙弥佳、宮野健 竹内由香里、芦谷耕平 小田多恵子         | 菊永千里 菊池政芳 海保仁美          |       |       |       |       |       |       |       |       |       |       |       |       |       |       |       |       |       |       |
| 第11話 | 霜月 期待しているよ                | 猫田幸 中本宗応          | ひいろゆきな         | ひいろゆきな 中谷亜沙美 | 竹内由香里、曾我篤史 栗原優、伊澤珠美 有我洋美、山本蓮雄 﨑口さおり                            | 曾我篤史                            |       |       |       |       |       |       |       |       |       |       |       |       |       |       |       |       |       |       |
| 第12話 | 師走 花丸な日々の物語              | 猫田幸 中本宗応          | 越田知明             | 越田知明                | 竹内由香里、熊田明子 伊澤珠美、有我洋美 曾我篤史、鈴木彩乃 平塚知哉、合田麻美 古賀美裕紀       | 曾我篤史 熊田明子 栗原優 古賀美裕紀 |       |       |       |       |       |       |       |       |       |       |       |       |       |       |       |       |       |       |

##### 放送局（花丸）
| 放送期間                       | 放送時間                     | 放送局       | 対象地域   | 備考                      |
| ------------------------------ | ---------------------------- | ------------ | ---------- | ------------------------- |
| 2016年10月3日 - 12月19日       | 月曜 0:00 - 0:30（日曜深夜） | TOKYO MX     | 東京都     |                           |
|                                | 月曜 0:30 - 1:00（日曜深夜） | BS11         | 日本全域   | BS放送 / 『ANIME+』枠     |
|                                | 月曜 1:55 - 2:25（日曜深夜） | カンテレ     | 近畿広域圏 | 作品の舞台地（京都府）    |
| 2016年10月29日 - 2017年1月14日 | 土曜 1:00 - 1:30（金曜深夜） | 日テレプラス | 日本全域   | CS放送 / リピート放送あり |

| 配信期間                       | 配信時間                     | 配信サイト |
| ------------------------------ | ---------------------------- | --- |
| 2016年10月3日 - 12月19日       | 月曜 18:00 更新              | DMM.com |
|                                | 月曜 22:00 - 22:30           | ニコニコ生放送 |
| 2016年10月10日 - 12月26日      | 月曜 10:00 更新              | ニコニコチャンネル フジテレビオンデマンド アクトビラ 楽天ショウタイム VIDEX Playストア アニメ放題 GYAO! ビデオマーケット ひかりTV |
|                                | 月曜 12:00 更新              | Amazonビデオ Amazonプライムビデオ dアニメストア U-NEXT アニメイトチャンネル バンダイチャンネル ムービーフルPlus                   |
| 2016年10月11日 - 12月27日      | 火曜 12:00 更新              | ふらっと動画 |
| 2016年10月12日 - 12月28日      | 水曜 0:00（火曜深夜） 更新   | J:COMオンデマンド |
|                                | 水曜 0:30 - 1:00（火曜深夜） | AbemaTV |
| 2016年10月13日 - 12月29日      | 木曜 0:00（水曜深夜） 更新   | PlayStation Video |
| 2016年10月14日 - 12月30日      | 金曜 12:00 更新              | HAPPY動画 |
| 2016年10月16日 - 2017年1月1日  | 日曜 0:00（土曜深夜） 更新   | TSUTAYA TV |
| 2016年10月17日 - 2017年1月2日  | 月曜 10:00 更新              | GYAO!ストア |
| 2016年10月31日 - 2017年1月16日 |                              | Netflix |

| 放送期間               | 放送時間                     | 放送局       | 対象地域   | 備考                      |
| ---------------------- | ---------------------------- | ------------ | ---------- | ------------------------- |
| 2018年1月8日 - 3月26日 | 月曜 0:00 - 0:30（日曜深夜） | TOKYO MX     | 東京都     |                           |
|                        |                              | BS11         | 日本全域   | BS放送/『ANIME+』枠       |
|                        | 月曜 1:55 - 2:25（日曜深夜） | カンテレ     | 近畿広域圏 | 作品の舞台地（京都府）    |
| 2018年1月26日 -        | 金曜 16:30- 17:00            | 日テレプラス | 日本全域   | CS放送 / リピート放送あり |

| 配信期間                | 配信時間                   | 配信サイト |
| ----------------------- | -------------------------- | --- |
| 2018年1月8日 - 3月26日  | 月曜 18:00 更新            | DMM.com |
| 2018年1月11日 - 3月29日 | 木曜 0:00（水曜深夜） 更新 | AbemaTV Amazonビデオ dアニメストア dアニメストア ニコニコ支店 Google Play YouTube Hulu J:COMオンデマンド ビデオパス みるプラス Netflix RakutenTV TSUTAYA TV ふらっと動画 GYAO! GYAO!ストア ひかりTV ムービーフルPlus |

##### BD / DVD（花丸）
| 巻       | 発売日         | 収録話                         | 規格品番   | 規格品番   |
| 巻       | 発売日         | 収録話                         | BD         | DVD        |
| -------- | -------------- | ------------------------------ | ---------- | ---------- |
| 1        | 2016年12月14日 | 第1話 - 第2話                  | TBR-26301D | TDV-26311D |
| 2        | 2017年1月11日  | 第3話 - 第4話                  | TBR-26302D | TDV-26312D |
| 3        | 2017年2月22日  | 第5話 - 第6話                  | TBR-26303D | TDV-26313D |
| 4        | 2017年3月15日  | 第7話 - 第8話                  | TBR-26304D | TDV-26314D |
| 5        | 2017年4月19日  | 第9話 - 第10話                 | TBR-26305D | TDV-26315D |
| 6        | 2017年5月17日  | 第11話 - 第12話                | TBR-26306D | TDV-26316D |
| イベント | 2017年6月21日  | スペシャルイベント 花丸◎日和！ | -          | TDV-27180D |
| 総集編   | 2018年2月28日  | 幕間回想録                     | TBR-28105D | TDV-28106D |

| 巻 | 発売日        | 収録話          | 規格品番   | 規格品番   |
| 巻 | 発売日        | 収録話          | BD         | DVD        |
| -- | ------------- | --------------- | ---------- | ---------- |
| 1  | 2018年3月14日 | 第1話 - 第2話   | TBR-28111D | TDV-28112D |
| 2  | 2018年4月18日 | 第3話 - 第4話   | TBR-28113D | TDV-28114D |
| 3  | 2018年5月23日 | 第5話 - 第6話   | TBR-28115D | TDV-28116D |
| 4  | 2018年6月13日 | 第7話 - 第8話   | TBR-28117D | TDV-28118D |
| 5  | 2018年7月18日 | 第9話 - 第10話  | TBR-28119D | TDV-28120D |
| 6  | 2018年8月15日 | 第11話 - 第12話 | TBR-28121D | TDV-28122D |

##### Webラジオ（花丸）
第1期のWebラジオ『アニメ『刀剣乱舞-花丸-』WEBラジオ 「安定・清光の『花丸通信』」』は、2016年7月18日のアニメイトタイムズでのプレ配信を経て、同年8月26日から12月26日までアニメイトタイムズ、音泉、HiBiKi Radio Stationにて配信された。パーソナリティは大和守安定役の市来光弘と加州清光役の増田俊樹。不定期配信で、全10回。
2017年2月15日に当番組の通常配信回に加え、新規撮り下ろし回を収録したDJCDが発売。2017年11月24日にはSP回が配信された。
第2期のWebラジオ『WEBラジオ ぞく！『花丸通信』』は、2018年1月15日から4月2日までアニメイトタイムズ、音泉、HiBiKi Radio Stationにて配信された。隔週月曜日に更新。パーソナリティは加州清光役の増田俊樹とへし切長谷部/長曽祢虎徹役の新垣樽助。
第1期ゲスト
- 第2回：新垣樽助（へし切長谷部 役）
- 第3回：佐藤拓也（燭台切光忠 役）
- 第4回：興津和幸（蜂須賀虎徹 役）
- 第5回：山下誠一郎（薬研藤四郎 役、愛染国俊 役）
- 第6回：鳥海浩輔（三日月宗近 役）
- 第7回：田丸篤志（一期一振 役）
- 第8回：間島淳司（にっかり青江 役）
- 第9回：近藤隆（小狐丸 役）

##### 漫画（花丸）
2016年12月10日より2019年4月4日まで「少年ジャンプ+」にてテレビアニメ『刀剣乱舞-花丸-』のコミカライズが連載された。作画は橋野サル、全5巻。特徴として加州清光の視点でとある本丸の日常を描いている。なお、ジャンプスクエア2016年11月号には読み切り作品として同作が掲載された。
1. 2017年7月4日発売[集 1]、ISBN 978-4-08-881239-7
2. 2018年1月4日発売[集 2]、ISBN 978-4-08-881437-7
3. 2018年7月4日発売[集 3]、ISBN 978-4-08-881561-9
4. 2018年12月4日発売[集 4]、ISBN 978-4-08-881685-2
5. 2019年6月4日発売[集 5]、ISBN 978-4-08-881871-9

2023年5月24日より2024年4月24日まで「少年ジャンプ+」にて橋野サルによる「特『刀剣乱舞-花丸-』～雪月華～」のコミカライズが連載された（2巻まで）。2024年7月5日以降は『コミックオギャー!!』（ホーム社）に移籍して連載されている。
1. 橋野サル『特『刀剣乱舞-花丸-』～雪月華～ 1』ホーム社、2023年12月19日。ISBN 978-4-8342-3326-1。
2. 橋野サル『特『刀剣乱舞-花丸-』～雪月華～ 2』ホーム社、2024年7月18日。ISBN 978-4-8342-3332-2。

##### 小説（花丸）
2022年10月7日よりKADOKAWAにてB6判の小説として2023年1月13日まで刊行された。著者は猫田幸、カバーイラストは動画工房。シリーズタイトルは『小説 特『刀剣乱舞-花丸-』』。アニメ映画『特「刀剣乱舞-花丸-」〜雪月華〜』のノベライズ。
1. 雪ノ巻 2022年10月7日発売[KA 1]、ISBN 978-4-04-737132-3
2. 月ノ巻 2022年11月4日発売[KA 2]、ISBN 978-4-04-737133-0
3. 華ノ巻 2023年1月13日発売[KA 3]、ISBN 978-4-04-737134-7

##### 関連書籍（花丸）
- 刀剣乱舞-花丸- 動画工房公式 原画集 上巻（動画工房、2017年1月14日発売）JAN 4573384641320
- 刀剣乱舞-花丸- 動画工房公式 設定資料集 上巻（動画工房、2017年1月14日発売）JAN 4573384641337
- 刀剣乱舞-花丸- 動画工房公式 原画集 下巻（動画工房、2017年8月14日発売）
- 刀剣乱舞-花丸- 動画工房公式 設定資料集 下巻（動画工房、2017年8月14日発売）
- バイエル程度で楽しめる アニメ『刀剣乱舞 -花丸-』 ピアノ・ソロ楽譜集（ドレミ楽譜出版社、2017年12月30日発売）ISBN 978-4-28-514719-3
- 続『刀剣乱舞-花丸-』“とある本丸”のクリアファイルBOOK（宝島社、2018年2月27日発売）ISBN 978-4-8002-8068-8

##### 関連イベント・コラボレーション（花丸）
- NTTドコモ - 2016年8月12日から2016年8月13日まで東京ビッグサイトで開催されたコミックマーケット90にて実施。会場内に設置された移動基地局車や、Wi-Fiサポーターが大和守安定や加州清光のラッピングを施されるなど刀剣乱舞-花丸-仕様となった[105]。
- TOWER RECORDS CAFE - アニメ『刀剣乱舞』花丸 × TOWER RECORDS CAFEとして、2016年10月4日から2016年10月30日まで表参道店および梅田NU茶屋町店にて開催。店内ディスプレイの他、刀剣男士をイメージしたコラボメニューも販売された[106]。
- カラオケの鉄人 - アニメ「刀剣乱舞-花丸-」×カラオケの鉄人として2016年11月1日から2017年3月31日まで一部店舗で開催。対象店舗では刀剣男士をイメージしたオリジナルカクテルが販売された。また、池袋東口店限定でコラボルームも同時開催された[107]。2022年には、特『花丸』雪月華とのコラボとして期間を3回に分け開催。第一弾は2022年7月8日から8月29日まで、第二弾は同年9月、第三弾は同年11月開催[108]。映画の楽曲をイメージしたオリジナルのノンアルコールドリンクに加え、花丸の楽曲を使った課題曲チャレンジも実施する。前回池袋東口店のみだったコラボルームは、新宿大ガード店・秋葉原昭和通り口店でも実施される。
- グッドスマイル×アニメイトカフェ - アニメイトカフェおよびカフェショップ6店舗[注 26] にて、前半が2016年12月1日から2017年1月11日、後半が2017年1月13日から2017年2月19日の期間限定で開催[注 27]。刀剣男士をイメージしたドリンクおよびフードメニューの他、限定商品も販売された[109]。
- はなまるうどん - 作中に登場したうどんをコラボメニュー『栄養満点！“へし切長谷部”のおうどん』として2016年12月15日から2017年1月15日まで一部店舗で販売。対象店舗ではコラボ期間中、店内放送にてオープニング曲『花丸◎日和！』が使用された[110]。2018年3月1日から14日までは、前回の『“へし切長谷部”のおうどん』に加えて続の7話で登場した『燭台切光忠のおうどん』を発売すると共に、対象28店舗のうち路面店では刀剣男子によるナレーション及びオープニング曲『花丸印の日のもとで』が使用された[111]。また、前回のコラボで来店数が多かった東池袋一丁目店及び難波なんさん通り店では同期間中、燭台切光忠・へし切長谷部・にっかり青江のコラボビジュアルを提出。
- ufotable関連店舗 - 刀剣乱舞-花丸-原画カフェ by動画工房としてコラボレーションカフェが2016年12月6日から、コラボレーションダイニングが2016年12月8日からそれぞれ期間限定で開催[112]。2018年も、『続「刀剣乱舞-花丸-」原画カフェby動画工房』として前期を4月27日から6月17日まで、後期を6月19日から7月29日までの2期に分けてマチ★アソビCAFE4店舗（東京・北九州・大阪・眉山）で開催[113]。
- 大江戸温泉物語 - 「アニメ『刀剣乱舞-花丸-』×大江戸温泉物語 〜大江戸温泉遠征〜」のタイトルで2016年12月27日から2017年2月26日までコラボイベントを開催。描き下ろしイラストを使用したグッズ販売の他、縁日ゲームの実施、刀剣男士をイメージしたコラボフードも販売された。また、期間内に開催されたスタンプラリーでは、脚本・シリーズ構成のピエール杉浦による描き下ろしオリジナルストーリーが使用され、部隊[注 28] により内容と景品が異なる[114]。アニメ2期放送開始を記念して、2017年12月22日より約30日の期間限定で再び実施（但しスタンプラリーは実施しない）。2018年4月25日からは「アニメ 続『刀剣乱舞-花丸-』×大江戸温泉物語 〜続・大江戸温泉遠征〜」のタイトルで2018年6月24日まで開催。前回同様、描き下ろしイラストを使用したグッズ販売の他、縁日ゲームの実施、刀剣男士をイメージしたコラボフードも販売される[注 29]。前回同様スタンプラリーも実施される。
- 刀剣乱舞-本丸博- - 開催期間および場所は刀剣乱舞#関連イベント・コラボレーション参照。原画や設定資料の展示の他、『とある本丸』の縁側を再現したフォトスポットも登場した[57]。
- 水戸の梅まつり - 「花丸遊印録」（はなまるゆういんろく）のタイトルで2017年2月18日から3月26日まで開催[115]。JR東日本の駅[注 30] および水戸市内の観光施設[注 31] でのスタンプラリーの開催、描き下ろしイラストを使用したグッズ販売の他、水戸駅構内では佐藤拓也（燭台切光忠 役）による告知放送も実施される[116]。2018年も2月17日から3月25日まで「花丸遊印録〜梅の花舞う水戸の陣〜」として開催[117]。2017年同様のスタンプラリーに加え、スマホの専用ARアプリを使用した「花丸集遊録」シルエットクイズラリーを実施。また、E657系3編成のドア付近にラッピングを施し、駅でのデコレーション[注 32]を行うと共に、前年同様周辺施設でも様々な催しが行われる（徳川ミュージアムでの「刀 燭台切光忠」「太刀 児手 柏」の再現作展示等）。2019年も、2月16日から3月24日まで（3月1日までが1期、3月2日からが2期）「花丸遊印録〜梅咲き誇る春舞台〜」として開催。2017年・2018年同様のスタンプラリーに加え、今回は国鉄色のE653系を使用し、車内ラッピングや燭台切による車内放送、その他様々な特典（専用ヘッドレストカバー、ランチバッグ、ステッカー、オリジナル弁当）が付いた特別列車「快速 燭台切光忠」で行くツアーも設定されたが、発売当日に全コースで満員となった[118]。
  - 花丸東北めぐり旅 - 2021年には、東北デスティネーションキャンペーン開催に合わせ「花丸東北めぐり旅」を2021年5月8日から6月30日まで実施[119]。本来は2020年の常磐線全線運転再開に伴い運行予定だった「特急 燭台切光忠」を5月に運行。同期間中、水戸駅と仙台駅では等身大パネル（JR東日本の新駅長制服を着た燭台切を中心に）の展示、水戸・徳川ミュージアム「刀剣プロジェクト」とのコラボで「刀 燭台切光忠」をイメージしたメニューを提供するコラボカフェ、「特急 燭台切光忠」運行を記念したオリジナルグッズを販売する。
- 太鼓の達人 - バンダイナムコエンターテインメント（現：バンダイナムコアミューズメント）の音楽ゲーム。2017年3月15日稼働のイエローVer.で1期OP「花丸◎日和!」が収録されており、同曲を選ぶと大和守・加州・長谷部の三振が踊り子として登場する[120]。
- カードファイト!! ヴァンガードG - 構築済みデッキ「刀剣乱舞 -花丸-デッキセット」第1弾（VG-G-THD01）および第2弾（VG-G-THD02）が2017年10月6日に発売[121]。
- 続「刀剣乱舞-花丸-」花丸宴会 - モンテローザの系列の居酒屋店（山内農場、目利きの銀次、千年の宴、福福屋（いずれも均一価格店舗を除く））で2018年3月15日から同年6月14日まで開催[122]。花丸宴会コース利用で描き下ろし限定クリアファイルがプレゼントされる。
- サンシャインシティプリンスホテル - 2018年6月15日から9月30日まで[123]、和室を「とある本丸」や「こんのすけの部屋」等部屋全体でアニメの世界観を再現した「デラックスコンセプトルーム宿泊プラン」、パノラマフロアツインルームBをアニメ内の描写やこのコラボのためのSDキャラになった刀剣男子で装飾した「コンセプトルーム宿泊プラン」、パノラマフロアのうちフォースルーム・ツインルーム B・セミダブルルームに設定される「オリジナルグッズ付き宿泊プラン」の3種があり、共通特典としてアクリルスタンド、詰め替えボトル、色紙、ランチョンマット（A3）が付く。デラックスコンセプトルームは一日一室、コンセプトルームは一日二室限定。このうち、デラックスコンセプトルームのみ同年12月25日まで発売期間が延長された。
- Fit Boxing 2 -リズム&エクササイズ- - イマジニアのNintendo Switch用ゲームソフト。2023年8月3日に、コラボDLC「刀剣乱舞-花丸-パック」が発売された。第1期（花丸）OPの「花丸◎日和!」、第2期（続花丸）OPの「花丸印の日のもとで」、特花丸月の巻OP「花の宴」の3曲がエクササイズ用BGMにアレンジされている。また、2023年8月3日12:00から8月12日11:59までの期間、Twitter連動の「花丸健康プログラム」が実施され、公式アカウントをフォローして課題をこなし、その課題終了画面を投稿した人の中から毎日抽選で10名に「刀剣乱舞-花丸-」×「Fit Boxing 2」コラボパッケージ（ゲームソフトは含まれない）がプレゼントされる。

#### 活撃 刀剣乱舞
2017年7月より9月までTOKYO MXほかにて放送された。当初はタイトルが決まっておらず、『刀剣乱舞（仮）』というタイトルであったが、2016年12月29日に正式タイトルが発表された。
『花丸』と製作陣は異なるが、キャスト陣は原作ゲームからの続投となっている。平穏な日常生活を軸とした『花丸』と異なり『活撃』では、史実をふまえた本格剣戟アクションが展開される。原作およびメディアミックス展開でも初めてこんのすけに声が付き、アニメオリジナルキャラクターとして審神者が初めて明確なビジュアルをもって登場する。
本作では和泉守兼定・陸奥守吉行・堀川国広・薬研藤四郎・蜻蛉切・鶴丸国永の六振りを中心に、彼らの所属する第二部隊の物語から始まり、第7話には新たに第一部隊が編成されたことから、山姥切国広・三日月宗近・骨喰藤四郎・大典太光世・髭切・膝丸ら第一部隊のエピソードも展開されている。
放送終了後、劇場版アニメの製作が発表された。
ニュータイプアニメアワード2017において、こんのすけでマスコットキャラクター賞を受賞した。
2018年8月より、時代劇専門チャンネルにてTVシリーズの再放送が開始。これは、「時代劇専門チャンネルで放送してほしい」という多数の意見が寄せられたことから放送が決まった。
2021年12月に、公式Twitterで劇場版の企画が進行中であることと第1弾のティザービジュアルが、その後2022年12月にティザービジュアル第2弾が公開された。

##### 製作（活撃）
原作をニトロプラス、製作をアニプレックス、アニメーション制作をufotable、音楽を深澤秀行、主題歌をKalafinaが担当するなど『Fate/Zero』および『Fate/stay night [Unlimited Blade Works]』を製作したスタッフ陣が集結している。また、本作で初の監督を務めるufotable所属の白井俊行もFate作品において絵コンテ・演出や作画監督、美術設定などを担当していた。キャラクターデザインはufotableに所属する8人の若手女性アニメーターが1人1振りのデザインを担当する。担当は、内村が和泉守兼定、都築が陸奥守吉行、石塚が堀川国広、新里が薬研藤四郎、塩島が蜻蛉切、山崎が鶴丸国永、鬼澤が審神者、瀬来がこんのすけを担当する。キャラクターデザインの8人は第二部隊以外にも第一部隊やサブキャラクターのデザインも分担して行っている。
シリーズ構成はufotableが担当。代表取締役社長の近藤光がストーリー全体のシナリオ構成とメイン脚本を務める。また、ニトロプラス所属の鋼屋ジンが脚本で参加している。さらに、原作ゲームにて世界観監修・シナリオを担当している芝村裕吏が設定協力として参加している。本作品にて近藤は、脚本以外にも企画・プロデューサー・制作プロデューサー・音響監督を務めている。
本作でメインとなるアクションパートでは「剣戟アニメーター」の役職が置かれ、『空の境界』や『Fateシリーズ』などでアクションパートの中核を担ったufotable所属アニメーターの3人が担当。また、アクションパートの剣術指導として「玄黄二刀流剣術」などを指南する双月会会長の渡邉鋼玉が参加。「『日本刀とはいかに切れるか』を知らないと本当の剣戟は描けない」という渡邉の考えにより主要スタッフの多くが、真剣による試し切りを含めた各種刀剣による剣術、居合などを学んでいる。さらに、時代考証としてNHK大河ドラマ『新選組!』や『龍馬伝』などの時代考証を担当した山村竜也がスタッフとして参加。ufotableが制作した脚本、絵コンテなどの監修を行っている。また、土佐弁の監修を陸奥守吉行役の濱健人が行っている。音楽は通常の制作方式に加え、シーンに合わせて音楽を制作する「フィルムスコアリング方式」も採用している。

##### スタッフ（活撃）
- 原案 - 「刀剣乱舞-ONLINE-」より（DMM GAMES/Nitroplus）
- 監督 - 白井俊行
- キャラクターデザイン - 内村瞳子、都築萌、石塚みゆき、新里りお、塩島由佳、山崎ミキ、鬼澤佳代、瀬来由加子
- 脚本 - 近藤光、橘千佳、栖原隆史、佐藤和治、関根アユミ、鋼屋ジン（ニトロプラス）
- 剣戟アニメーター - 小船井充、木村豪、國弘昌之
- 時代考証 - 山村竜也
- 剣術指導 - 渡邉鋼玉
- 刀剣デザイン - 小山将治
- 時間遡行軍デザイン - 河野悦隆
- 色彩設計 - 松岡美佳
- 美術監督 - 衛藤功二
- 撮影監督 - 寺尾優一
- 3D監督 - 西脇一樹
- 編集 - 神野学
- 音楽 - 深澤秀行
- 音楽製作 - アニプレックス
- プロデューサー - 黒﨑静佳、でじたろう、森田淳、近藤光、宇佐義大
- 制作プロデューサー・音響監督 - 近藤光
- 脚本制作・構成・アニメーション制作 - ufotable
- 製作 - 「活撃 刀剣乱舞」製作委員会（アニプレックス、ニトロプラス、DMM.com、ufotable、グッドスマイルカンパニー）

##### あらすじ（活撃）
かつて新撰組の土方歳三の愛刀であった刀剣男士、和泉守兼定と堀川国広は、第二部隊として幕末へ送り込まれ時間遡行軍と戦っていた。審神者からの主命に従い「歴史を守る」ために奔走する第二部隊だったが、歴史の大局に影響しない小規模な歴史改変が起き、市井の人々が犠牲になる様を目前にして、和泉守も堀川も「本当に歴史が守れているのか」と言う疑念を払拭できずにいた。
やがて第二部隊に坂本龍馬の警護任務が与えられ、第二部隊の一員で龍馬の愛刀だった陸奥守吉行は、小規模な歴史改変の影響で期せずして龍馬と行動を共にすることになる。龍馬を死なせたくないと思いつつも陸奥守は、歴史を守るため龍馬を寺田屋から伏見の薩摩藩邸へ護送して任務を果たし、「坂本龍馬が暗殺される正しい歴史」を守ることに成功する。堀川に「元の主に未来を教えたくならなかったか」と問われた陸奥守は複雑な胸中を吐露する。そんな折、薩摩藩邸からこっそり抜け出した龍馬を追った第二部隊は、歴史上では別の場所にいたはずの新撰組と遭遇する。時間遡行軍を阻止し、龍馬と新撰組の接触をなんとか回避した第二部隊だったが、土方の姿を見た和泉守は土方への思慕と審神者からの主命との板挟みとなり、堀川は「和泉守兼定の本心」を汲んで土方を箱館戦争で死なせまいと第二部隊から去ってしまう。堀川の決意は歴史を守る使命に反すること。和泉守と陸奥守は審神者の理解と支援を得て「歴史を守る」べく、そして和泉守の心残りを晴らすべく、土方歳三の最期の地、箱館へと降り立つ。

##### 登場人物・キャスト（活撃）
※刀剣男士のキャスト、およびキャラクター原案はゲームに準ずる（刀剣男士）が、アニメ独自の設定も多い。
第二部隊
第2話から編成。主に幕末を任務先とする部隊。部隊長は和泉守兼定。隊員は、和泉守の相棒で新人の堀川国広、陸奥守吉行、薬研藤四郎、歴戦練磨だが幕末は初任務の蜻蛉切、第4話から合流する鶴丸国永、計6名から成る。胴が黄色いこんのすけをサポートにつけている。
第一部隊
第6話から編成。部隊長は山姥切国広。隊員は、審神者から全幅の信頼を寄せられている三日月宗近、薬研の兄弟で部隊任務は初めての骨喰藤四郎、大典太光世、髭切と膝丸の兄弟、計6名から成る。全身が白いこんのすけをサポートにつけている。
審神者（さにわ）
声 - 皆川純子
アニメオリジナルキャラクター。本名も性別も不明で、和風の装束を身に着けている。背は低く顔は幼く中性的で銀髪に金色の瞳を持ち、落ち着いた物言いをする。刀剣男士の主を務め、刀剣達からは「審神者」「主（あるじ）」等、各々の刀剣男士キャラクターのゲーム上での呼び方で呼ばれている。刀剣たちのことは「○○さん」と呼ぶ。
2205年の未来の日本から時間遡行軍が時間の壁を破るノイズを観測し、自身が時間を遡ることも可能であるが、時間圧の影響で出陣する時代に長時間とどまることができない。遡行軍が襲撃する時代と同時代にいるときに限りノイズを観測する能力が飛躍的に上昇し、より詳細な指示を出すことができる。さらに、自身が出陣する時代にいるときに限り、第2話の時点での遡行限度数であった2振り以上の刀剣男士を出陣させることが可能となっている。刀剣男士たちを治療する技術も身につけており、本丸にある「手入れ部屋」にて刀剣男士たちの治療を行うこともできる。
こんのすけ
声 - 永塚拓馬（第二部隊）、杉山紀彰（第一部隊）、奥村翔、高橋伸也
ゲームではナビゲーターおよびマスコット的な存在であるがテキストのみでボイスはなく、声優の起用はアニメオリジナルである。『活撃』においては刀剣男士たちと行動を共にし、任務に必要な情報の提示や審神者からの指令の伝達、地図の作成から任務中に起きたすべての出来事の記録まで、審神者や刀剣男士をサポート・バックアップする役目を担う。首元に付いた鈴は、出陣した時代の重要人物の検索、史実の記録の抽出など多彩な機能を持つ。また、この作品における本丸には外見上の差異や性格の違いがある複数体の「こんのすけ」が存在しており、それぞれに個性を有する。
坂本龍馬
声 - 小野大輔
第9話-第11話に登場。時間遡行軍による1866年の寺田屋事件以降の歴史の介入により、第二部隊の警護対象者となっているが、当人は気づいていない。陸奥守吉行（刀）の持ち主であり、任務遂行中の刀剣男士の陸奥守吉行と鉢合わせをし共闘したことがある。寺田屋事件の際に伏見奉行の捕方に両手の親指を斬られたため、刀が握れない状況にある。
土方歳三
声 - 稲田徹
第10話では新撰組副長、第11話-第13話では旧幕府軍陸軍奉行並を兼務して登場。和泉守兼定（刀）と堀川国広（脇差）の持ち主。
市村鉄之助
声 - 石谷春貴
第11話・第13話に登場。新撰組隊士。土方の小姓。箱館戦争の終盤、土方の命により遺品の一つとして託された和泉守兼定（刀）を土方の故郷である日野へ送り届ける。

##### 主題歌（活撃）
オープニングテーマ「ヒカリ断ツ雨」（第1話 - 第12話）
作詞 - hotaru / 作曲・編曲 - yamazo / 歌 - 斉藤壮馬
第1話では本編とエンドクレジットの間に挿入された。第13話ではオープニングが無いため未使用。
エンディングテーマ、挿入歌「百火撩乱」（第2話 - 第4話、第6話 - 第12話エンディング、13話挿入歌）
作詞・作曲・編曲 - 梶浦由記 / 歌 - Kalafina
第1話、第5話では未使用。第13話では挿入歌として使用。

##### 各話リスト（活撃）
| 話数     | サブタイトル           | 脚本                | 絵コンテ                 | 演出                | 作画監督 |
| -------- | ---------------------- | ------------------- | ------------------------ | ------------------- | --- |
| 第一話   | 出陣                   | 近藤光              | 白井俊行                 | 白井俊行            | 内村瞳子、都築萌、石塚みゆき 新里りお、塩島由佳、山崎ミキ 鬼澤佳代、瀬来由加子、河野悦隆                                       |
| 第二話   | 部隊長                 | 近藤光              | 白井俊行                 | 下村晋矢 村木智彦   | 内村瞳子、都築萌、石塚みゆき 新里りお、塩島由佳、山崎ミキ 鬼澤佳代、瀬来由加子、河野悦隆                                       |
| 第三話   | 主の命（あるじのめい） | 近藤光              | 白井俊行                 | 野中卓也            | 緒方美枝子、茂木貴之、田中敦士                                                                                                 |
| 第四話   | 守りたかったもの       | 近藤光 橘千佳       | 栖原隆史                 | 栖原隆史            | 内村瞳子、都築萌、石塚みゆき 新里りお、塩島由佳、山崎ミキ 鬼澤佳代、瀬来由加子、河野悦隆                                       |
| 第五話   | 戦火                   | 近藤光              | 三浦貴博                 | 竹内將              | 内村瞳子、都築萌、石塚みゆき 新里りお、塩島由佳、山崎ミキ 鬼澤佳代、瀬来由加子、河野悦隆                                       |
| 第六話   | 本丸                   | 橘千佳              | 白井俊行                 | 野中卓也            | 緒方美枝子、茂木貴之、田中敦士 永森雅人                                                                                        |
| 第七話   | 第一部隊               | 鋼屋ジン            | 入江泰浩                 | 外崎春雄            | 松島晃 |
| 第八話   | 歴史を守る             | 近藤光              | 竹内將 三浦貴博          | 竹内將 高橋タクロヲ | 内村瞳子、都築萌、石塚みゆき 新里りお、塩島由佳、山崎ミキ 鬼澤佳代、瀬来由加子、松島晃 下村晋矢                                |
| 第九話   | 元の主（あるじ）       | 関根アユミ 栖原隆史 | 栖原隆史                 | 栖原隆史            | 内村瞳子、都築萌、石塚みゆき 新里りお、塩島由佳、山崎ミキ 鬼澤佳代、瀬来由加子、河野悦隆 遠藤花織                              |
| 第十話   | 忠義の向かう先         | 近藤光 佐藤和治     | 三浦貴博                 | 恒松圭              | 竹内由香里、秋山幸児 |
| 第十一話 | 鉄の掟                 | 近藤光              | 外崎春雄                 | 野中卓也 永森雅人   | 緒方美枝子、茂木貴之、田中敦士                                                                                                 |
| 第十二話 | 箱館戦争               | 近藤光              | 竹内將 三浦貴博 白井俊行 | 竹内將 三浦貴博     | 内村瞳子、都築萌、石塚みゆき 新里りお、塩島由佳、山崎ミキ 鬼澤佳代、瀬来由加子、河野悦隆 竹内由香里、遠藤花織、山門郁夫        |
| 第十三話 | 活撃                   | 近藤光              | 白井俊行                 | 白井俊行            | 内村瞳子、都築萌、石塚みゆき 新里りお、塩島由佳、山崎ミキ 鬼澤佳代、瀬来由加子、緒方美枝子 竹内由香里、山門郁夫、松島晃 竹内將 |

##### 放送局（活撃）
| 放送期間                 | 放送時間                     | 放送局             | 対象地域       | 備考                      |
| ------------------------ | ---------------------------- | ------------------ | -------------- | ------------------------- |
| 2017年7月2日 - 9月24日   | 日曜 0:30 - 1:00（土曜深夜） | TOKYO MX           | 東京都         |                           |
|                          |                              | とちぎテレビ       | 栃木県         |                           |
|                          |                              | 群馬テレビ         | 群馬県         |                           |
|                          |                              | BS11               | 日本全域       | BS放送 / 『ANIME+』枠     |
|                          | 日曜 3:08 - 3:38（土曜深夜） | 毎日放送           | 近畿広域圏     | 『アニメシャワー』第3部   |
| 2017年7月4日 - 9月26日   | 火曜 22:30 - 23:00           | AT-X               | 日本全域       | CS放送 / リピート放送あり |
| 2017年7月17日 - 10月9日  | 月曜 1:30 - 2:00（日曜深夜） | 岡山放送           | 岡山県・香川県 |                           |
| 2017年7月20日 - 10月12日 | 木曜 1:55 - 2:25（水曜深夜） | 高知さんさんテレビ | 高知県         |                           |
| 2017年7月21日 - 10月13日 | 金曜 2:00 - 2:30（木曜深夜） | テレビ愛媛         | 愛媛県         |                           |

| 配信期間                | 配信時間           | 配信サイト                                                                             |
| ----------------------- | ------------------ | -------------------------------------------------------------------------------------- |
| 2017年7月3日 - 9月25日  | 月曜 12:00 更新    | DMM.com                                                                                |
| 2017年7月6日 - 9月28日  | 木曜 10:00 更新    | dアニメストア dTV ひかりTV ビデオマーケット GYAO! ニコニコチャンネル アニメ放題 U-NEXT |
|                         | 木曜 22:00 - 22:30 | AbemaTV                                                                                |
|                         | 木曜 23:00 - 23:30 | ニコニコ生放送                                                                         |
| 2017年7月13日 - 10月5日 | 木曜 12:00 更新    | バンダイチャンネル Amazonビデオ                                                        |
| 2017年7月14日 - 10月6日 | 金曜更新           | J:COMオンデマンド メガパック                                                           |

##### BD / DVD（活撃）
| 巻 | 発売日         | 収録話          | 規格品番     | 規格品番     |
| 巻 | 発売日         | 収録話          | BD限定版     | DVD限定版    |
| -- | -------------- | --------------- | ------------ | ------------ |
| 1  | 2017年7月26日  | 第1話           | ANZX-13801/2 | ANZB-13801/2 |
| 2  | 2017年8月23日  | 第2話 - 第3話   | ANZX-13803/4 | ANZB-13803/4 |
| 3  | 2017年9月27日  | 第4話 - 第5話   | ANZX-13805/6 | ANZB-13805/6 |
| 4  | 2017年10月25日 | 第6話 - 第8話   | ANZX-13807   | ANZB-13807   |
| 5  | 2017年11月22日 | 第9話 - 第10話  | ANZX-13809   | ANZB-13809   |
| 6  | 2017年12月27日 | 第11話 - 第13話 | ANZX-13811   | ANZB-13811   |

##### CD（活撃）
- 活撃 刀剣乱舞 音楽集（2017年9月13日発売）

##### Webラジオ（活撃）
『活撃 刀剣乱舞 ラジオの陣』は、2017年6月30日のプレ配信を経て、同年7月6日から11月30日までHiBiKi Radio Stationにて配信されたWebラジオ。第14回までは毎週木曜更新、第15回以降は隔週木曜更新。パーソナリティは木村良平（和泉守兼定 役）と榎木淳弥（堀川国広 役）。
ゲスト
- 第1回・第2回・第13回・第14回：濱健人（陸奥守吉行 役）
- 第3回・第4回・第17回：永塚拓馬（こんのすけ 役）
- 第5回・第6回：斉藤壮馬（鶴丸国永 役）
- 第7回・第8回：山下誠一郎（薬研藤四郎 役）
- 第9回・第10回：皆川純子（審神者 役）
- 第11回・第12回：櫻井トオル（蜻蛉切 役）
- 第15回：鈴木裕斗（骨喰藤四郎 役）
- 第16回：鳥海浩輔（三日月宗近 役）

##### 漫画（活撃）
『ジャンプスクエア』（集英社）2017年8月号から2018年1月号まで連載され、2018年1月4日から同誌のホームページにて2019年7月4日まで連載された。作画は津田穂波。
1. 2017年11月7日発行（11月2日発売[集 6]）、ISBN 978-4-08-881260-1
2. 2018年4月9日発行（4月4日発売[集 7]）、ISBN 978-4-08-881386-8
3. 2018年9月9日発行（9月4日発売[集 8]）、ISBN 978-4-08-881570-1
4. 2019年2月9日発行（2月4日発売[集 9]）、ISBN 978-4-08-881730-9
5. 2019年8月7日発行（8月2日発売[集 10]）、ISBN 978-4-08-882031-6

##### 関連イベント・コラボレーション（活撃）
- 刀剣乱舞-本丸博- - 開催期間および場所は刀剣乱舞#関連イベント・コラボレーション参照。PVの公開の他、一部原画も掲示された[注 33][57]。
- ufotable関連店舗 - アニメーション制作を担当するufotableが運営するufotale Cafeの3店舗、マチ★アソビ Cafeの2店舗、ufotable DININGにて2017年5月11日から「活撃 刀剣乱舞 Cafe & DINING」を実施。刀剣男士をイメージしたコラボメニューのほか、作品内で使用される原画などの展示や先行上映会などが行われる[143][144][145]。
- マチ★アソビ - 徳島県徳島市にて開催されるufotableが企画運営するアニメ・ゲームなどのエンターテインメントが集うイベント。2017年5月5日から5月7日までの3日間開催されたvol.18にて多数のイベントを実施。開催期間中はJR徳島駅での展示や和泉守兼定役の木村良平、陸奥守吉行役の濱健人によるロープウェイのガイドアナウンス、第1話先行上映会などが実施された。6日には木村良平、濱健人がJR徳島駅にて一日駅長に就任。7日にはトークイベントのほか、関係スタッフによる公開祈祷式が行われた[146]。
- グッドスマイル×アニメイトカフェ - アニメイトカフェおよびカフェショップ6店舗にて2017年7月11日より期間限定で開催された[注 34]。刀剣男士をイメージしたドリンクおよびフードメニューの他、限定商品も販売された[147] なお、アニメイトカフェ名古屋のリニューアル後の初コラボ作品は今作である[148]。
- 徳島市阿波踊り 宣伝ポスター - 徳島市阿波おどりにて、例年、ufotable制作作品とのコラボが行われている「阿波おどりポスター」の2017年のコラボ作品として「活撃 刀剣乱舞」が採用された。ポスターには本作に登場するメインの6振りのほか、徳島にゆかりのある蜂須賀虎徹と、同じく虎徹の名を持つ長曽祢虎徹、浦島虎徹が描かれた[149]。
- ぜんだめ -全国エンタメ祭り- - 岐阜県にて2017年8月5日から8月6日まで開催されたゲームを中心とするイベント。ufotableカフェ出張版の他、薬研藤四郎の描き下ろしグッズを販売する[150][151]。
- 活撃 刀剣乱舞 乱舞の宴 - 2017年7月15日から10月15日までモンテローザ系列の居酒屋店（白木屋・魚民・笑笑・山内農場）で開催[152][153]。
- グランブルーファンタジー - 2017年9月9日から9月21日までコラボレーションイベント「活撃 刀剣乱舞 〜蒼天のえにし〜」が開催。活撃より和泉守兼定、山姥切国広、三日月宗近、陸奥守吉行、鶴丸国永、骨喰藤四郎[154]、こんのすけ、堀川国広が登場。
- 東京プリンスホテル - 2018年2月23日から9月30日まで、エクゼクティブスイート1室を審神者の部屋をイメージしたコンセプトルームとして設定・1月29日より一日一室限定抽選発売すると共に、通常の客室でも後述の特典が受けられるオリジナルグッズ付き宿泊プランを発売[155]。共通特典として、オリジナルグッズ5点（メッセージカード、クッションカバー、アクリルスタンド、ミラー、コースター）が付くと共に館内のティーサロン「ピカケ」でこんのすけをイメージしたオリジナルドリンクが提供される。当初は2018年6月30日までだったが、好評なことから期間が延長された。

#### 刀剣乱舞 廻 -虚伝 燃ゆる本能寺-
舞台「『刀剣乱舞』虚伝 燃ゆる本能寺」を脚本原案としたテレビアニメ『刀剣乱舞 廻 -虚伝 燃ゆる本能寺-』が、2024年4月から5月までTOKYO MXほかにて放送された。
同作の前日譚を描く、完全新作オリジナルストーリーのアニメ『刀剣乱舞 廻 -々伝 近し侍らうものら-』が、同年8月16日より3週間限定で劇場上映された。

##### スタッフ（廻）
- 原案 - 「刀剣乱舞ONLINE」より（DMM GAMES/NITRO PLUS）[156]
- 監督 - 市川量也[156]
- シリーズ構成 - 末満健一[156]
- キャラクターデザイン・総作画監督 - 高田真理[156]
- プロップデザイン - 秋篠Denforword日和
- 歴史考証 - れきしクン
- 美術監督・美術設定 - 根本洋行[156]
- 色彩設定 - 渡邊安美、古川貴江
- 撮影監督 - 野村達哉[156]
- CG監督 - 飯田祐輝
- 音響監督 - 菊田浩巳[156]
- 音響効果 - 中島勝大
- 音響制作 - 楽音舎[156]
- 音楽 - 葛西竜之介[156]
- 音楽プロデューサー - 小林健樹
- チーフプロデューサー - 高橋敦司、武井克弘
- プロデューサー - 田口翔一朗、野呂瀬友里、OK間、小川文平、森田淳
- アニメーション制作 - ドメリカ[156]
- 製作 - 『刀剣乱舞 廻』製作委員会[156]
- 配給（々伝） - TOHO NEXT[159]

##### 主題歌（廻）
「Whatever Happens」
INIによるオープニングテーマ。作詞はKENTZ、作曲はSam CarterとBooJoo KimとJabong、編曲はBooJoo KimとJabong。
「DAYBREAK」
三日月宗近（鳥海浩輔）、山姥切国広（前野智昭）、宗三左文字（泰勇気）、不動行光（阪口大助）、へし切長谷部（新垣樽助）、薬研藤四郎（山下誠一郎）、江雪左文字（佐藤拓也）、小夜左文字（村瀬歩）、一期一振（田丸篤志）、鯰尾藤四郎（斉藤壮馬）、燭台切光忠（佐藤拓也）、鶴丸国永（斉藤壮馬）によるエンディングテーマ。作詞はミズノゲンキ、作曲は信政誠、編曲は藤澤慶昌。

##### 各話リスト（廻）
| 話数   | サブタイトル | 脚本                | 絵コンテ          | 演出                | 作画監督 | 初放送日      |
| ------ | ------------ | ------------------- | ----------------- | ------------------- | --- | ------------- |
| 第一話 | 廻転する夢   | 末満健一            | 清水朱音          | 清水朱音            | 松浦有紗 清水朱音 矢島加奈子 柏木五月 佐藤久美 大河内唯香 渡邊安美 岡本岳 灰野来花 柳元絵梨子 金子菜月 木村奈波 田仲康二 松本幸恵 山吉香奈 下条愛 山田優衣 吉澤実布由 匣崎由希 兼村萌恵 岸優江 浅野みゆき 禹高熙 石川絵梨 古泉竜五 富沢和雄 山内東生雄                                     | 2024年 4月2日 |
| 第二話 | 物語る物語   | 末満健一 竜崎だいち | 海江田美幸        | 海江田美幸          | 松浦有紗 海江田美幸 矢島加奈子 加瀬遥奈 渡邊安美 岡本岳 柏木五月 大河内唯香 菊池芙未香 柳元絵梨子 山口綾加 金子菜月 木村奈波 松本幸恵 山吉香奈 下条愛 二瓶綾香 山田優衣 吉澤実布由 匣崎由希 兼村萌恵 岸優江 浅野みゆき 禹高熙 石川絵梨 古泉竜五 宇佐美果歩 富沢和雄                        | 4月9日        |
| 第三話 | 相応しき器   | 末満健一 竹村晋太朗 | 大塚麻貴子        | 大塚麻貴子          | 大塚麻貴子 柏木五月 加瀬遥奈 灰野来花 坂井綾乃 柳元絵梨子 山口綾加 金子菜月 木村奈波 田仲康二 松本幸恵 山吉香奈 下条愛 二瓶綾香 山田優衣 吉澤実布由 匣崎由希 兼村萌恵 山﨑瞳 岸優江 浅野みゆき 禹高熙 石川絵梨 古泉竜五 宇佐美果歩 天草星流 花泉kino                                       | 4月16日       |
| 第四話 | 角逐の鋼達   | 末満健一 竹村晋太朗 | 清水朱音          | 清水朱音            | 清水朱音 佐藤久美 加瀬遥奈 渡邊安美 柏木五月 岡本岳 大河内唯香 灰野来花 坂井綾乃 齋藤利哉 柳元絵梨子 山口綾加 金子菜月 木村奈波 田仲康二 松本幸恵 山吉香奈 下条愛 山田優衣 吉澤実布由 匣崎由希 兼村萌恵 山﨑瞳 岸優江 禹高熙 石川絵梨 古泉竜五 宇佐美果歩 あらい 天草星流 花泉kino         | 4月23日       |
| 第五話 | 再会と葛藤   | 末満健一            | 矢島加奈子        | 矢島加奈子          | 松浦有紗 矢島加奈子 柏木五月 岡本岳 坂井綾乃 加瀬遥奈 大塚麻貴子 灰野来花 野津摩璃乃 齋藤利哉 藤井弘喜 柳元絵梨子 金子菜月 木村奈波 田仲康二 松本幸恵 山吉香奈 下条愛 山田優衣 吉澤実布由 匣崎由希 兼村萌恵 山﨑瞳 岸優江 浅野みゆき 禹高熙 古泉竜五 宇佐美果歩 永田有香 天草星流 花泉kino | 4月30日       |
| 第六話 | 本能寺の変   | 末満健一 竜崎だいち | 及川雄大          | 松浦有紗            | 松浦有紗 大河内唯香 柳元絵梨子 金子菜月 木村奈波 田仲康二 松本幸恵 山吉香奈 下条愛 二瓶綾香 山田優衣 吉澤実布由 匣崎由希 兼村萌恵 山﨑瞳 浅野みゆき 禹高熙 石川絵梨 古泉竜五 宇佐美果歩 永田有香                                                                                           | 5月7日        |
| 第七話 | 誰が為に咲く | 末満健一            | 佐藤久美 宮崎七望 | 松浦有紗 海江田美幸 | 松浦有紗 海江田美幸 柏木五月 大河内唯香 加瀬遥奈 岡本岳 渡邊安美 菊池芙未香 佐藤久美 坂井綾乃 柳元絵梨子 金子菜月 木村奈波 田仲康二 松本幸恵 下条愛 山田優衣 吉澤実布由 匣崎由希 兼村萌恵 禹高熙 古泉竜五 永田有香 天草星流 花泉kino                                                       | 5月14日       |
| 第八話 | 燃ゆる本能寺 | 末満健一            | 海江田美幸        | 海江田美幸          | 海江田美幸 清水朱音 柏木五月 大河内唯香 岡本岳 加瀬遥奈 渡邊安美 菊池芙未香 大塚麻貴子 佐藤久美 坂井綾乃 柳元絵梨子 金子菜月 木村奈波 田仲康二 下条愛 山田優衣 吉澤実布由 匣崎由希 兼村萌恵 浅野みゆき 禹高熙 古泉竜五 宇佐美果歩 劉陳軒 天草星流 花泉kino                                 | 5月21日       |

##### 放送局（廻）
| 放送期間               | 放送時間           | 放送局   | 対象地域 | 備考                  |
| ---------------------- | ------------------ | -------- | -------- | --------------------- |
| 2024年4月2日 - 5月21日 | 火曜 23:00 - 23:30 | TOKYO MX | 東京都   |                       |
|                        |                    | BS11     | 日本全域 | BS放送 / 『ANIME+』枠 |

| 配信期間      | 配信時間                     | 配信サイト |
| ------------- | ---------------------------- | --- |
| 2024年4月2日  | 火曜 23:30 更新              | DMM TV |
| 2024年4月5日  | 金曜 23:30 更新              | ABEMAプレミアム Amazon Prime Video dアニメストア FOD Hulu Lemino U-NEXT アニメ放題 バンダイチャンネル Google TV music.jp カンテレドーガ ニコニコチャンネル ビデオマーケット |
|               | 金曜 23:30 - 土曜 0:00       | ニコニコ生放送 |
| 2024年4月6日  | 土曜 0:00（金曜深夜） 更新   | J:COM STREAM milplus TELASA |
|               | 土曜 0:30 - 1:00（金曜深夜） | ABEMA |
|               | 土曜 10:00 更新              | VIDEX |
| 2024年4月8日  | 月曜 12:00 更新              | HAPPY!動画 |
| 2024年4月10日 | 水曜 12:00 更新              | ムービーフルPlus |

##### BD / DVD（廻）
| 巻 | 発売日        | 収録話        | 規格品番  | 規格品番  |
| 巻 | 発売日        | 収録話        | BD        | DVD       |
| -- | ------------- | ------------- | --------- | --------- |
| 1  | 2024年6月19日 | 第1話 - 第2話 | TBR34118D | TDV34119D |
| 2  | 2024年7月17日 | 第3話 - 第4話 | TBR34120D | TDV34121D |
| 3  | 2024年8月21日 | 第5話 - 第6話 | TBR34122D | TDV34123D |
| 4  | 2024年9月18日 | 第7話 - 第8話 | TBR34124D | TDV34125D |

##### 関連書籍（廻）
- 『刀剣乱舞 廻 -虚伝 燃ゆる本能寺-』&『刀剣乱舞 廻 -々伝 近し侍らうものら-』オフィシャルファンブック（主婦と生活社生活シリーズ、2024年8月20日）

### 実写映画

#### 第1作「継承」
『映画刀剣乱舞』（えいがとうけんらんぶ、英題：TOUKEN RANBU THE MOVIE）と題し、「刀剣乱舞-ONLINE-」を原案とし、新たな本丸を舞台とした物語を描いた実写映画版が2019年1月18日に公開された。監督は耶雲哉治、脚本は小林靖子、主演は鈴木拡樹。
公開までの各種宣伝時のタイトルは『映画刀剣乱舞』だが、ポストクレジットや、Blu-ray / DVDでのタイトルは『映画刀剣乱舞-継承-』（えいがとうけんらんぶ けいしょう）となった。

##### あらすじ（映画第1作）
西暦2205年、歴史の改変を目論む歴史修正主義者は、手勢たる時間遡行軍を過去の時代へと送り込み、本能寺の変で死ぬはずの織田信長を救出することで歴史を改変しようとしていた。彼らを阻止し正しい歴史を守るべく、時の政府の命を受けたとある老審神者は、刀剣が戦士の姿となった刀剣男士の部隊を本能寺の変へと送り込む。
戦いの末、時間遡行軍を撃退した刀剣男士たちだったが、本丸に帰還後、織田信長が生き延びていたことが判明する。刀剣男士たちは再び過去の時代へ向かうが、正しい歴史を守るためには織田信長を暗殺せねばならず、かつて織田信長の愛刀だった刀剣男士たちは複雑な思いを抱く。部隊長の三日月宗近は何かを隠しているような態度を見せつつ、隊員たちの糾弾をのらりくらりとかわし、部隊は分裂の危機に陥る。
その頃、織田信長は時間遡行軍の協力の下、自ら明智光秀を討とうとしていた。しかし時間遡行軍の一兵無銘は、何故か明智光秀を守り織田信長に刃を向ける。そこに刀剣男士たちも現れ混戦となった隙に、三日月宗近が織田信長を何処かへ連れ去ってしまう。三日月宗近は、殺すべき織田信長を何故助けるのか、何を隠しているのか。
一方、本能寺の変の知らせを受け駆けつけた羽柴秀吉の下に、織田信長からの文が届く。再び天下取りの大号令をかけるため、織田信長は三日月宗近と共に安土城へ身を寄せ、密かに手勢を集めていたのだ。羽柴秀吉は安土城へと駆けつけるが、それは主君への忠義からではなく、織田信長を討ち天下を取るためであった。羽柴秀吉の手によって炎上する安土城を見た薬研藤四郎は、曖昧だった自身の記憶を思い出す。かつて織田信長の愛刀だった薬研藤四郎は、本能寺の変の際に焼けたものと思われていたが、それは誤りで、実際には安土城で焼けたものであった。織田信長は本来の歴史では、安土城で羽柴秀吉に討たれていたのだ。そして三日月宗近は、その真実を明確に知りつつ「織田信長は本能寺で死んだ」と言う表向きの歴史を守るため、他の部隊員たちにも隠していた。
織田信長を再び救出すべく出現した時間遡行軍と、安土城へ駆けつけた刀剣男士たちの戦いの最中、織田信長の最期を見届けた三日月宗近が現れ、他の部隊員たちを無理矢理本丸へと帰還させる。それは、迫りくる時間遡行軍から本丸を守らせるためであった。
彼らの主である老審神者に力の限界が迫っており、時間遡行軍は本丸襲撃の機会を伺っていた。様々な時代へ歴史改変の手を伸ばし、本丸が手薄になった隙に弱った老審神者を襲撃する。本能寺の変の歴史改変も、そうした陽動のひとつだった。こうして刀剣男士たちのほとんどが出払った本丸へ、遂に時間遡行軍の手が伸びる。しかし本丸を守る結界が破られようとしたそのとき、三日月宗近によって帰還させられた刀剣男士たちが現れ、真実を知らされる。
安土城に残った三日月宗近は、独り時間遡行軍と戦っていた。その力に限界が訪れたとき、本丸に帰還させたはずの部隊が再び安土城に現れる。主の命で、三日月宗近を連れ帰るために。形勢逆転した刀剣男士たちは時間遡行軍を討ち果たし、正しい歴史を守る任務を完遂した。
本丸では時間遡行軍の大太刀が老審神者の間近まで迫っていた。そこへ帰還した三日月宗近が立ちはだかり、攻撃を放とうとした大太刀の脇腹に無銘の短刀が突き刺さる。無銘は時間遡行軍に操られていた刀剣男士倶利伽羅江だったのだ。倶利伽羅江を加えた全員で大太刀を討ち果たした刀剣男士たち。しかし、老審神者の姿は既に本丸にはなかった。
広間に集まる刀剣男士たち。上げられた御簾の向こうには、この本丸の新たな審神者となった幼い子供の姿があった。

##### キャスト（映画第1作）
- 三日月宗近 - 鈴木拡樹
- 山姥切国広 - 荒牧慶彦
- 薬研藤四郎 - 北村諒
- へし切長谷部 - 和田雅成
- 日本号 - 岩永洋昭
- 骨喰藤四郎 - 定本楓馬
- 不動行光 - 椎名鯛造
- 倶利伽羅江 - 土屋神葉
- 大倶利伽羅 - 猪野広樹（特別出演 刀剣男士）
- 宗三左文字 - 佐々木喜英（特別出演 刀剣男士）
- 江雪左文字 - 瀬戸祐介（特別出演 刀剣男士）
- 小夜左文字 - 納谷健（特別出演 刀剣男士）
- 歌仙兼定 - 和田琢磨（特別出演 刀剣男士）
- 鯰尾藤四郎 - 杉江大志（特別出演 刀剣男士）
- 同田貫正国 - 武子直輝（特別出演 刀剣男士）
- 山伏国広 - 横山真史（特別出演 刀剣男士）
- 博多藤四郎 - 木津つばさ（特別出演 刀剣男士）
- ソハヤノツルキ - 飯山裕太（特別出演 刀剣男士）
- 鶯丸 - 廣瀬智紀
- 時間遡行軍 大太刀 - 阿見201
- 秀吉軍 武将 - 高橋麻琴
- 明智軍 武将 - 虫狩愉司
- 秀吉軍 武将 - 大野タカシ
- 幼い審神者 - 田中乃愛
- 明智左馬助 - 渋谷正次
- 森蘭丸 - 西井幸人
- ナレーター - 大塚明夫
- 明智光秀 - 嶋村太一
- 審神者 - 堀内正美
- 羽柴秀吉 - 八嶋智人
- 織田信長 - 山本耕史

##### スタッフ（映画第1作）
- 原案 - DMM GAMES / Nitroplus『刀剣乱舞-ONLINE-』より
- 監督 - 耶雲哉治
- 脚本 - 小林靖子
- 音楽 - 遠藤浩二
- 製作 - 大田圭二、小坂崇氣、中山晴喜、東條寛、二宮清隆、田中祐介
- エグゼクティブプロデューサー - 高橋亜希人、でじたろう
- 企画 - 古澤佳寛
- 企画・プロデュース - 東幸司
- プロデューサー - 伊達毅
- ラインプロデューサー - 小橋秀之
- アソシエイトプロデューサー - 樋口慎祐
- 撮影 - 辻健司、向山英司
- 照明 - 古橋孝映
- 録音 - 池田雅樹
- 美術 - 畦原唱平、木岡菜津貴
- 装飾・小道具 - 岩間洋
- 装飾 - 西村徹
- 小道具・持道具 - 丸山瞳
- 特殊スタイリスト - 百武朋
- 衣装デザイン - 加藤友美
- 衣装 - 大森茂雄
- ヘアメイク - 清水美穂、唐澤知子
- 床山 - 川田明子
- アクション監督 - 雲雀大輔
- VFXスーパーバイザー - 荻島秀明
- VFXプロデューサー - 侭田日吉
- 編集 - 武田晃
- 整音 - 湯脇房雄
- 効果 - 柴崎憲治
- スクリプター - 村松愛香
- 助監督 - 松浦健志
- 制作担当 - 尾形龍一
- アシスタントプロデューサー - 斎藤充崇
- 特別協力 - 芝村裕吏、小鞠、星野未来
- 宣伝プロデューサー - 弭間友子
- 宣伝 - 大槻裕司
- ライセンス - OK間、大暮理奈
- 音楽プロデューサー - 杉田寿宏
- 出演刀剣男士キャラクターデザイン - 沙汰、⑪、石商、小宮国春、鈴木次郎、てく、minato、シラノ、ホームラン・拳、AKIRA、ミドロ、間七、三輪士郎
- ビジュアル出演刀剣男士キャラクターデザイン - シキユリ、Izumi
- 配給 - 東宝映像事業部
- 制作プロダクション - 東北新社
- 製作 - 「映画刀剣乱舞」製作委員会（東宝、ニトロプラス、マーベラス、DMM GAMES、東北新社、GYAO）

##### 主題歌（映画第1作）
UNBROKEN（feat.布袋寅泰）（EPICレコードジャパン）
作詞 - 岩里祐穂 / 作曲 - 布袋寅泰 / 編曲 - 岸利至 / 歌 - 西川貴教

##### プロモーション（映画第1作）
コラボレーションマナーCM
『NO MORE 映画泥棒』とのコラボレーションマナーCMが本編上映前に上映された。これは監督である耶雲が『NO MORE 映画泥棒』の演出も行っていたことから制作に至ったものである。通常は「パトランプ男」が映画の盗撮を取り締まるものを、今作では刀剣男士が行っている。マナーCMは全3種、週替わりで上映される。
応援上映
公開から約1か月となる2019年2月11日に応援上映が実施されることが決定した。対象外の劇場もあるが、18時より全国同時に上映となる。今回の実施について監督の耶雲は「全国の劇場さんからの要望が後押しになった企画だそうです」と語っている。

##### BD / DVD（映画第1作）
前述の通り、『映画刀剣乱舞-継承-』のタイトルで2019年6月19日にBlu-ray / DVDが発売、6月5日からはDVDレンタルが開始される。発売元はマーベラス、発売・販売元は東宝。
豪華版には以下の特典が収録される。
- 特典ディスク1
  - 「NO MORE 映画泥棒」×「映画刀剣乱舞」コラボ映像 全3話
  - 公開事前特番「映画刀剣乱舞」徹底解剖スペシャル
  - 1分くらいでわかる「映画刀剣乱舞」
  - 応援上映特別映像
  - 「映画刀剣乱舞」公開記念Twitterカウントダウン動画
  - イベント映像集（完成披露上映会、初日舞台挨拶）
  - メイキング映像
- 特典ディスク2
  - 刀剣男士キャスト9名が振り返る! ダイジェストビジュアルコメンタリー
    - ①三日月宗近役：鈴木拡樹×骨喰藤四郎役：定本楓馬×鶯丸役：廣瀬智紀
    - ②薬研藤四郎役：北村諒×日本号役：岩永洋昭×不動行光役：椎名鯛造
    - ③山姥切国広役：荒牧慶彦×へし切長谷部役：和田雅成×倶利伽羅江役：土屋神葉
- 封入特典
  - ブックレット
  - ブロマイド10枚セット
- 初回限定特典
  - 特製アウターケース付デジパック仕様（初回生産分終了後はトールケース / アマレーケース仕様に切り替え）

| 発売日        | タイトル                  | 規格品番  | 規格品番  | 最高位 |
| 発売日        | タイトル                  | Blu-ray   | DVD       | 最高位 |
| ------------- | ------------------------- | --------- | --------- | ------ |
| 2019年6月19日 | 映画刀剣乱舞-継承- 豪華版 | TBR29149D | TDV29150D | 1位    |
| 2019年6月19日 | 映画刀剣乱舞-継承- 通常版 | -         | TDV29151D |        |

##### 関連書籍（映画第1作）
- 映画刀剣乱舞 著者 - 時海結以 (小学館、小学館ジュニア文庫、2019年1月18日発売) ISBN 978-4092312746
- 映画 刀剣乱舞 作画 - 大柿ロクロウ (小学館、サンデーうぇぶりSSC)
  1. 上 (2019年1月18日発売) ISBN 978-4091288165
  2. 下 (2019年1月25日発売) ISBN 978-4091288202
- 映画刀剣乱舞 オフィシャルガイド (日経BP社、2019年1月18日発売) ISBN 978-4296100019
- 映画刀剣乱舞 公式シナリオブック (小学館、2019年1月18日発売) ISBN 978-4093865333
- 映画刀剣乱舞 公式フォトブック (小学館、2019年1月18日発売) ISBN 978-4096822852
- 小説 映画刀剣乱舞 著者 - 時海結以 (小学館、2019年1月18日発売) ISBN 978-4093865326

#### 第2作「黎明」
『映画刀剣乱舞 -黎明-』（えいがとうけんらんぶ れいめい、英題：TOUKEN RANBU THE MOVIE）と題し、「刀剣乱舞-ONLINE-」を原案とした、実写映画版の2作目が2023年3月31日に公開された。4D版（4DX、MX4D）、バリアフリー上映も同日公開となった。
時代設定が大幅に変更され、2012年となっている。これに伴い、様々な設定の仮の主（審神者）が登場している。

##### あらすじ（映画第2作）
西暦995年、京都。藤原道長と安倍晴明の命により、都人を脅かす鬼・酒呑童子退治に大江山へ出向いた源頼光の一行は、異形の者たちに行く手を阻まれ、謎の戦士たちに助けられる。異形の者たちの正体は、未来から歴史改変のために送り込まれた時間遡行軍の軍勢。そして謎の戦士たちは、正しい歴史を守るべく西暦2205年の未来から送り込まれた日本刀の化身・刀剣男士たちだった。しかし刀剣男士の一振り、山姥切国広は逃げた敵を追って酒吞童子と遭遇し、“鬼”であるはずの酒吞童子が人間にしか見えないことに戸惑う。都の人間を強く恨む酒吞童子は山姥切国広の目前で異形の鬼と化し、そこに駆け付けた三日月宗近の目前で酒吞童子と山姥切国広は姿を消した。
西暦2012年、東京。古い品物の発する曖昧な「声」が聞こえる能力を持つ女子高校生・琴音は、謎の呼び声に惹かれて、たった1人で異形の者たちと戦う戦士を見つける。そして呼び声のまま「三日月宗近」と呟くと、戦士は力を取り戻したかのように異形の者たちを撃退し、力尽きる。その場に残った日本刀に頼まれ、東京国立博物館に日本刀を運んだ琴音が、展示されていた太刀“三日月宗近”の前でその名を呼ぶと、弱っていた刀剣男士・三日月宗近は姿を取り戻した。
しかし三日月宗近の力は不完全で、この時代で行動するために必要な“仮の主”となった琴音の傍から離れることができない。琴音と共に登校した三日月宗近は、琴音の親友の異変と同時に小鬼を目撃し、琴音と共に後を追って時間遡行軍と相対するが、そこで消えたはずの山姥切国広と、政府から派遣された刀剣男士・山姥切長義とかち合い、三つ巴の戦いを繰り広げる。戦力が拮抗する中、小鬼や時間遡行軍と共に現れた少年・伊吹の命令により山姥切国広は姿を消し、山姥切長義の任務を妨害した三日月宗近と琴音は政府に連行される。琴音の親友に起きた異変、および時間遡行軍の出現と同様の事態が各地で起きており、時間遡行軍の殲滅と事態への関与が疑われる山姥切国広の確保こそ、山姥切長義の任務だった。
同じ頃、緊急事態に備えて待機していた仮の主たちと刀剣男士が、召集を受け東京に向かう中、次々と時間遡行軍に襲撃される。九州の女子大生・実弦とへし切長谷部。京都の神職・倉橋と髭切と膝丸。そんな最中、琴音の能力で伊吹と山姥切国広の居場所を突き止めるが、そこで遭遇した伊吹の弟・健（タケル）は小鬼の塊だった。親から虐待を受けていた伊吹とタケルの兄弟は互いを心の支えとしていたが、本物のタケルが事故で死んでしまい、伊吹は時間遡行軍に唆され、弟を取り戻したい一心で他人の“想い”を小鬼に変えさせ集めていたのだ。しかし、そのために多くの人々の“想い”を奪い廃人にして良いはずもなかった。
伊吹と山姥切国広は再び姿を消し、召集された仮の主たちと刀剣男士は政府に集結するものの、そこを時間遡行軍に襲撃され、琴音や三日月宗近たちが避難する間、山姥切長義は時間遡行軍を食い止めるべくその場に残る。この時代の政府職員で山姥切長義の仮の主・各務の導きで仮の主たちと刀剣男士が避難通路を抜けた先、渋谷交差点で一息吐いたのもつかの間、時間遡行軍の大軍が現れ、その場にいた人々の“想い”が全て小鬼と化し吸い上げられる。その輪は日本中に広がり、日本中で失われた“想い”は東京タワーに集結、伊吹を酒吞童子に変えてしまう。そして、全ての日本人から“想い”を奪うことが時間遡行軍の真の目的だった。
“想い”が無ければ未来で審神者も刀剣男士も生まれない。しかしインターネットやスマートフォンやSNSが発達すれば、人々は“想い”を様々な形で残せるようになっていく。SNSの発達が十分でなく、かつ酒吞童子が募らせた千年分の怨念が強力な呪いを生み出す西暦2012年こそ、この時間遡行軍の計画に最適な時期だったのだ。この計画が完遂されれば、西暦2205年の審神者も刀剣男士も消えてしまう。しかし渋谷交差点にいる、たった4振りの刀剣男士と4名の仮の主だけでは、戦いは圧倒的に不利だった。刀剣男士たちに消失の兆候が見える中、琴音はタケルの形見を手に、伊吹を説得すべく三日月宗近と共に東京タワーへ向かう。

##### キャスト（映画第2作）
- 三日月宗近 - 鈴木拡樹
- 山姥切国広 - 荒牧慶彦
- へし切長谷部 - 和田雅成
- 山姥切長義 - 梅津瑞樹
- 髭切 - 佐藤たかみち
- 膝丸 - 山本涼介
- 骨喰藤四郎 - 定本楓馬
- 堀川国広 - 小西詠斗
- 一期一振 - 本田礼生
- 小烏丸 - 玉城裕規
- 琴音 - 秋田汐梨
- 酒吞童子 - 中山咲月
- 実弦 - 柳美稀
- 各務 - 飛永翼
- 源頼光 - 津田寛治
- 倉橋 - 堀内正美
- 安倍晴明 - 竹財輝之助
- 藤原道長 - 柄本明

##### スタッフ（映画第2作）
- 原案 - DMM GAMES / Nitroplus『刀剣乱舞-ONLINE-』より
- 監督 - 耶雲哉治
- 脚本 - 小橋秀之、鋼屋ジン
- 音楽 - 遠藤浩二
- 製作 - 大田圭二、市川南、小坂崇氣、佐藤澄宣、東條寛、大嶌諭
- エグゼクティブプロデューサー - 山中一孝、上田太地、でじたろう
- プロデューサー - 高橋敦司、伊達毅、小橋秀之、大暮里奈
- ラインプロデューサー - 尾形龍一
- 撮影 - さとうあつし、吉田淳志
- 照明 - 田島慎
- 録音 - 島田宣之
- 美術 - 畦原唱平
- 装飾 - 酒井拓磨、遠藤剛
- 小道具 - 松本良二
- 特殊造形スタイリスト - 百武朋
- 衣裳統括 - 加藤友美
- 衣装 - 大森茂雄
- ヘアメイク - 清水美穂、唐澤知子
- アクション監督 - 雲雀大輔
- スクリプター - 村松愛香
- 助監督 - 松浦健志
- 制作担当 - 安達守
- 編集 - 武田晃
- 整音 - 湯脇房雄
- 効果 - 柴崎憲治
- VFX Supervisor - 山際一吉、矢ヶ崎裕二、荻島秀明
- VFX Producer - 友利重治、張朝銘、侭田日吉
- OP&ED VFX Supervisor - 佐藤隆之
- カラーグレーダー - 小林亮太
- 音楽プロデューサー - 杉田寿宏

制作プロダクション - 東北新社
- 配給 - 東宝

##### 主題歌（映画第2作）
DESTINY（Ki/oon Music）
歌 - BLUE ENCOUNT

##### 関連書籍（映画第2作）
- 映画刀剣乱舞-黎明- 公式シナリオブック (NITRO PLUS、2023年3月31日発売)
- 映画刀剣乱舞-黎明- 公式フォトブック (NITRO PLUS、2023年3月31日発売)
- 映画刀剣乱舞-黎明- オフィシャルガイド 日経エンタテインメント!編 (日経BP社、2023年3月31日発売)
- 小説　映画刀剣乱舞-黎明- 著者 - 望月伽名 (小学館、2023年3月31日発売)

### 刀剣乱舞 おっきいこんのすけの刀剣散歩
第1期が『刀剣乱舞 おっきい こんのすけの刀剣散歩』として2017年1月8日から3月26日までTOKYO MXにて放送された。同年9月24日に特別番組『刀剣乱舞 おっきい こんのすけの刀剣散歩〜でらっくす〜』、第2期の『刀剣乱舞 おっきい こんのすけの刀剣散歩 弐』が同年10月6日から12月22日までそれぞれ同局にて放送された。第3期『刀剣乱舞 おっきい こんのすけの刀剣散歩 参』は2018年10月16日から12月25日まで放送され、2019年1月21日には特別回が放送された。
ゲームでの案内役こんのすけが着ぐるみ姿の「おっきい こんのすけ」としてレギュラー出演し、日本全国の博物館や美術館を紹介する5分間の旅番組。また、刀剣男士の声を担当した声優が番組内のナレーションを担当する。東京アニメアワードフェスティバル2017の招待作品に選ばれた。
2023年6月からは、『刀剣画報』にて同タイトルで連載開始。刀剣展に出向くおっきい こんのすけと、解説のちっちゃい こんのすけが登場する。

#### 放送局（刀剣散歩）
| 放送期間               | 放送時間                     | 放送局   | 対象地域 | 備考                                                 |
| ---------------------- | ---------------------------- | -------- | -------- | ---------------------------------------------------- |
| 2017年1月8日 - 3月26日 | 月曜 1:00 - 1:05（日曜深夜） | TOKYO MX | 東京都   | 製作局/アプリ「エムキャス」対応番組/リピート放送あり |

| 配信期間                | 配信時間        | 配信サイト                                                | 備考                                                     |
| ----------------------- | --------------- | --------------------------------------------------------- | -------------------------------------------------------- |
| 2017年1月10日 - 3月28日 | 火曜 12:00 更新 | DMM.com                                                   | 原作ゲーム配信サイト                                     |
|                         |                 | dアニメストア                                             |                                                          |
| 2017年1月11日 - 3月29日 | 水曜 12:00 更新 | ひかりTV/GYAO!/ニコニコ動画 楽天SHOWTIME/ビデオマーケット |                                                          |
| 2017年1月25日 - 3月29日 |                 | アニメイトチャンネル                                      | 初回のみ2話まとめて配信。                                |
| 2017年1月31日 - 3月28日 | 火曜 12:00 更新 | フジテレビオンデマンド                                    | 月1回、4話まとめて配信。                                 |
| 2017年2月2日 - 3月29日  | 木曜 0:00 更新  | ビデオパス                                                | テレビ、パソコン、スマートフォン、タブレット端末対応番組 |
|                         |                 | J:COMオンデマンド                                         |                                                          |
| 2017年10月7日           | 土曜            | U-NEXT/アニメ放題                                         | 11話を除いた全話配信。                                   |

| 放送期間      | 放送時間                     | 放送局   | 対象地域 | 備考                                |
| ------------- | ---------------------------- | -------- | -------- | ----------------------------------- |
| 2017年9月24日 | 月曜 0:30 - 1:00（日曜深夜） | TOKYO MX | 東京都   | 製作局/アプリ「エムキャス」対応番組 |

| 放送期間                 | 放送時間                     | 放送局   | 対象地域 | 備考                                |
| ------------------------ | ---------------------------- | -------- | -------- | ----------------------------------- |
| 2017年10月6日 - 12月22日 | 金曜 1:35 - 1:40（木曜深夜） | TOKYO MX | 東京都   | 製作局/アプリ「エムキャス」対応番組 |

| 配信期間                  | 配信時間        | 配信サイト                                                                   | 備考 |
| ------------------------- | --------------- | ---------------------------------------------------------------------------- | ---- |
| 2017年10月7日 - 12月23日  | 土曜 12:00 更新 | dアニメストア/ひかりTV/フジテレビオンデマンド U-NEXT/ニコニコ動画/アニメ放題 |      |
| 2017年10月14日 - 12月30日 | 日曜更新        | ビデオマーケット                                                             |      |

#### スタッフ（刀剣散歩）
- 原案 - 「刀剣乱舞-ONLINE-」より（DMM GAMES/Nitroplus）
- 協力 - ニトロプラス、DMM.com、グッドスマイルカンパニー
- タイトルロゴ - 田口陵（CIDER inc.）
- 音楽 - Tokyo Recordings
- 構成 - 市川十億衛門
- 撮影 - 戸田正徳
- 照明 - 石川和明
- 編集 - 密岡譲
- 音響効果 - 松本彩希
- 技術協力 - 映像工房 隗、IMAGICA、メディアハウスサウンドデザイン
- 企画 - 尾山仁康
- 製作 - 金子広孝
- AD - 堀内美郷
- 演出 - 石原淳平
- プロデューサー - 長江努、吉田享史、OK間
- 制作協力 - ディレクションズ
- 製作著作 - TOKYO MX

#### 各話リスト（刀剣散歩）
| 回      | タイトル                        | ナレーション                  | 備考                                                |
| 第1期   | 第1期                           | 第1期                         | 第1期                                               |
| ------- | ------------------------------- | ----------------------------- | --------------------------------------------------- |
| #1      | 三日月宗近 生ぶ復元プロジェクト | 鳥海浩輔（三日月宗近 役）     | 刀鍛冶の石田四郎國壽も出演した。                    |
| #2      | 厚藤四郎                        | 山下大輝（厚藤四郎 役）       |                                                     |
| #3      | へし切長谷部                    | 新垣樽助（へし切長谷部 役）   |                                                     |
| #4      | 天下三名槍・日本号              | 津田健次郎（日本号 役）       |                                                     |
| #5      | 伊達家宝太鼓鐘貞宗              | 髙橋孝治（太鼓鐘貞宗 役）     |                                                     |
| #6      | 天下三名槍・蜻蛉切              | 櫻井トオル（蜻蛉切 役）       |                                                     |
| #7      | 復元 三日月宗近 影              | 鳥海浩輔（三日月宗近 役）     |                                                     |
| #8      | 燭台切光忠                      | 佐藤拓也（燭台切光忠 役）     |                                                     |
| #9      | 和泉守兼定                      | 木村良平（和泉守兼定 役）     |                                                     |
| #10     | 江雪左文字                      | 佐藤拓也（江雪左文字 役）     |                                                     |
| #11     | 山姥切国広                      | 前野智昭（山姥切国広 役）     | BD / DVDには未収録。                                |
| #12     | 獅子王                          | 逢坂良太（獅子王 役）         |                                                     |
| 第2期   |                                 |                               |                                                     |
| #1      | 三日月宗近                      | 鳥海浩輔（三日月宗近 役）     |                                                     |
| #2      | 五虎退                          | 粕谷雄太（五虎退 役）         |                                                     |
| #3      | 謙信景光                        | 代永翼（謙信景光 役）         |                                                     |
| #4      | 髭切                            | 花江夏樹（髭切 役）           |                                                     |
| #5      | 石切丸                          | 高橋英則 （石切丸 役）        |                                                     |
| #6      | 膝丸                            | 岡本信彦（膝丸 役）           |                                                     |
| #7      | ニッカリ青江                    | 間島淳司（にっかり青江 役）   |                                                     |
| #8      | ソハヤノツルキ                  | 浅利遼太（ソハヤノツルキ 役） |                                                     |
| #9      | 信濃藤四郎                      | 小林裕介（信濃藤四郎 役）     |                                                     |
| #10     | 小龍景光                        | 立花慎之介（小龍景光 役）     |                                                     |
| #11     | 巴形薙刀                        | 野島裕史（巴形薙刀 役）       |                                                     |
| #12     | 不動行光                        | 阪口大助（不動行光 役）       |                                                     |
| 第3期   |                                 |                               |                                                     |
| #1      | 博多藤四郎                      | 大須賀純（博多藤四郎 役）     |                                                     |
| #2      | 陸奥守吉行                      | 濱健人（陸奥守吉行 役）       |                                                     |
| #3      | 歌仙兼定                        | 石川界人（歌仙兼定 役）       |                                                     |
| #4      | 毛利藤四郎                      | 高城元気（毛利藤四郎 役）     |                                                     |
| #5      | 鳴狐                            | 浅沼晋太郎（鳴狐 役）         |                                                     |
| #6      | 秋田藤四郎                      | 山谷祥生（秋田藤四郎 役）     |                                                     |
| #7      | 千代金丸                        | 新垣樽助（千代金丸 役）       |                                                     |
| #8      | 宗三左文字                      | 泰勇気（宗三左文字 役）       | BD / DVDにはおっきい こんのすけの特典映像のみ収録。 |
| #9      | 明石国行                        | 浅利遼太（明石国行 役）       |                                                     |
| #10     | 燭台切光忠（再現作）            | 佐藤拓也（燭台切光忠 役）     |                                                     |
| #11     | 祢々切丸                        | 松田健一郎（祢々切丸 役）     |                                                     |
| #特別回 | 骨喰藤四郎                      | 鈴木裕斗（骨喰藤四郎 役）     |                                                     |

#### BD / DVD（刀剣散歩）
| タイトル                                                  | 発売日        | 収録話                 | 規格品番  | 規格品番  |
| タイトル                                                  | 発売日        | 収録話                 | BD        | DVD       |
| --------------------------------------------------------- | ------------- | ---------------------- | --------- | --------- |
| 刀剣乱舞 おっきい こんのすけの刀剣散歩〜すぺしゃる〜      | 2017年6月30日 | 第1話 - 第10話、第12話 | TMTR-0001 | TMTR-0002 |
| 刀剣乱舞 おっきい こんのすけの刀剣散歩 弐〜ぷれみあむ〜   | 2018年3月27日 | 第1話 - 第12話         | MXTV-0001 | MXTV-0002 |
| 刀剣乱舞 おっきい こんのすけの刀剣散歩 参〜えくせれんと〜 | 2019年4月30日 | 第1話 - 第11話、特別回 | MXTV-0003 | MXTV-0004 |

#### 関連イベント・コラボレーション（刀剣散歩）
- 刀剣茶寮 -Ura Akihabara-　裏秋葉原 - 2017年2月1日から3月31日まで開催。油揚げを使用したコラボメニューの他、特別店内装飾も実施された[178][179]。

### 漫画（4コマらんぶ）
『4コマらんぶっ！』（よんコマらんぶっ!）のタイトルで月刊ブシロード2015年8月号から2016年10月号まで連載されていた。作画は菊野郎。PCブラウザゲーム「刀剣乱舞-ONLINE-」を原作とし、作者の独自解釈に基づき制作された4コマ漫画。登場する刀剣男士および敵キャラクターはちびキャラ化されているのが特徴。
2016年10月14日に今作の雑誌連載分に加え、描き下ろし作品を収録された単行本が「刀剣乱舞-ONLINE-」アンソロジーコミック『4コマらんぶっ〜ぷちらんぶっ〜』のタイトルでKADOKAWAより販売、全1巻。

### 漫画（つれづれ酒）
『刀剣乱舞　～日本号つれづれ酒～』のタイトルで日本文芸社の漫画配信アプリ「マンガTOP」にて2021年8月26日より配信開始。作画は岡村賢二。“とある本丸”の刀剣男士『日本号』を主役に、酒の肴とそれにまつわるエピソードを紹介していくショートストーリー。

単行本はニチブンコミックス（日本文芸社）より1～4巻が刊行中（2025年1月現在）。

### 漫画（あやかし譚）
『刀剣乱舞　外伝　あやかし譚』のタイトルでコアミックスの公式漫画配信サイト「ゼノン編集部」にて2022年2月18日より配信開始、同年8月12日に最終話が配信された。全5話。作画は蜷川ヤエコ。“とある本丸”の刀剣男士たちが、任務先や本丸で日本古来の様々な怪異に遭遇する姿を描く。

単行本はゼノンコミックス（コアミックス）より全1巻（2022年8月発売）。

その後2023年6月に特別編「やまいぬ」が、2023年10月に特別編「花精」が、2024年10月に特別編「土蜘蛛」が配信され、三篇を収録した単行本『刀剣乱舞　外伝　あやかし譚　花』が2025年4月に発売。

### 漫画（刀剣野営）
『刀剣乱舞　あうとどあ異聞　刀剣野営（とうけんきゃんぷ）』のタイトルで秋田書店の月刊漫画雑誌「月刊プリンセス」にて2023年1月号より連載開始。作画はikra。“とある本丸”の刀剣男士たちが任務先となる屋外で、キャンプを趣味とする審神者（未登場）から借り受けた様々なアウトドアグッズを使い、野営に関する新たな知見を得ていくショートストーリー。

単行本はプリンセスコミックス（秋田書店）より1～3巻が刊行中（2025年3月現在）。なお第2～3巻は通常版の他、グッズ付き特装版も同時発売された。

### アンソロジーコミック
- 刀剣乱舞-ONLINE-アンソロジー 〜初陣〜（KADOKAWA・エンターブレイン、2015年6月1日発売）
- 刀剣乱舞-ONLINE-アンソロジーコミック〜刀剣男士幕間劇〜（スクウェア・エニックス、2015年8月27日発売）
- 刀剣乱舞-ONLINE-アンソロジーコミック『4コマらんぶっ』（KADOKAWA、2015年9月19日発売）
- 刀剣乱舞-ONLINE-アンソロジー 〜ヒバナ散らせ、刀剣男士〜（小学館、2015年10月7日発売）
- 刀剣乱舞学園 〜刀剣乱舞-ONLINE-アンソロジーコミック〜（白泉社、2015年12月4日発売）
- 刀剣乱舞-ONLINE-アンソロジー -出陣準備中！-（秋田書店、2016年3月16日発売）
- 刀剣乱舞-ONLINE-アンソロジー 〜出陣〜（KADOKAWA・エンターブレイン、2016年4月1日発売）
- 刀剣乱舞-ONLINE- アンソロジー 〜ヒバナ舞え、刀剣男士〜（小学館 、2016年9月12日発売）
- 刀剣乱舞-ONLINE-アンソロジーコミック〜スクエニの陣〜（スクウェア・エニックス、2016年9月27日発売）
- 刀剣乱舞-ONLINE-アンソロジーコミック『4コマらんぶっ〜ぷちらんぶっ〜』（KADOKAWA、2016年10月14日発売）
- 刀剣乱舞-ONLINE-アンソロジーコミック 〜誉！〜（白泉社、2016年10月20日発売）
- 刀剣乱舞-ONLINE-アンソロジー 〜戦陣〜（KADOKAWA、2017年2月1日発売）
- 刀剣乱舞-ONLINE-アンソロジー -ただいま帰還！-（秋田書店、2017年4月14日発売）
- 刀剣乱舞-ONLINE-アンソロジーコミック〜刀剣男士新風録〜（スクウェア・エニックス、2017年6月27日発売）
- 刀剣乱舞-ONLINE-アンソロジー 〜季ノ陣〜（KADOKAWA、2017年8月10日発売）
- 刀剣乱舞-ONLINE- アンソロジー 〜本丸壱番！〜（小学館、2018年1月30日発売）
- 刀剣乱舞-ONLINE-アンソロジー 〜本陣〜（KADOKAWA、2018年2月1日発売）
- 刀剣乱舞-ONLINE-アンソロジー -任務遂行中!-（秋田書店、2018年6月15日発売）
- 刀剣乱舞-ONLINE-アンソロジー 〜円陣〜（KADOKAWA、2018年12月28日発売）
- 刀剣乱舞-ONLINE-コミックアンソロジー 〜刀剣男士奮迅〜（一迅社、2018年7月30日発売）
- 刀剣乱舞-ONLINE-アンソロジー 〜戦場に咲かせる花〜（双葉社、2018年10月25日発売）
- 刀剣乱舞-ONLINE-アンソロジー 〜本丸爛漫日和〜（小学館、2019年2月8日発売）
- 刀剣乱舞-ONLINE-コミックアンソロジー 〜刀剣男士迅雷〜（一迅社、2019年4月30日発売）
- 刀剣乱舞-ONLINE-アンソロジー -本丸待機中!-（秋田書店、2019年10月8日発売）
- 刀剣乱舞-ONLINE-アンソロジーコミック『4コマらんぶっ弐』（KADOKAWA、2019年11月26日発売）
- 刀剣乱舞-ONLINE-コミックアンソロジー 〜刀剣男士迅疾〜（一迅社、2019年12月25日発売）
- 刀剣乱舞-ONLINE-アンソロジー 〜戦場にきらめく刃〜（双葉社、2020年2月20日発売）
- 刀剣乱舞-ONLINE-アンソロジー ごはん（KADOKAWA、2020年6月27日発売）
- 刀剣乱舞-ONLINE-アンソロジー あそび（KADOKAWA、2020年6月27日発売）
- 刀剣乱舞-ONLINE-コミックアンソロジー 〜刀剣男士乱咲〜（一迅社、2020年8月25日発売）
- 刀剣乱舞-ONLINE-アンソロジーコミック『4コマらんぶっ参』（KADOKAWA、2020年11月7日発売）
- 刀剣乱舞-ONLINE-コミックアンソロジー 〜刀剣男士春和〜（一迅社、2021年3月25日発売）
- 刀剣乱舞-ONLINE-アンソロジー ごはん おかわりっ（KADOKAWA、2021年7月27日発売）
- 刀剣乱舞-ONLINE-アンソロジーコミック『刀剣乱舞-ONLINE-絆』（ヒーローズ、2021年10月5日発売）
- 刀剣乱舞-ONLINE-アンソロジーコミック『4コマらんぶっ 肆』（KADOKAWA、2021年11月8日発売）
- 刀剣乱舞-ONLINE-アンソロジーコミック『4コマらんぶっ 伍』（KADOKAWA、2022年11月7日発売）
- 刀剣乱舞-ONLINE-アンソロジーコミック『4コマらんぶっ 陸』（KADOKAWA、2023年11月9日発売）

### 関連商品

#### 公式設定画集
いずれもISBNが付いておらず、流通上は出版物ではなくグッズ扱い。
- 刀剣乱舞絢爛図録（ニトロプラス、2015年8月28日発売）
- 刀剣乱舞絢爛図録 二（ニトロプラス、2018年9月7日発売）
- 刀剣乱舞絢爛図録 三（ニトロプラス、2019年9月13日発売）
- 刀剣乱舞絢爛図録 四（ニトロプラス、2023年8月4日発売）

#### その他の書籍
- 刀剣乱舞-ONLINE- 描き下ろし付録つき公式スタートブック（KADOKAWA・エンターブレイン、2015年4月20日発売）
- 刀剣乱舞-ONLINE-ノベル&イラストアンソロジー 〜桜〜（KADOKAWA・エンターブレイン、2015年9月14日発売）
- 刀剣乱舞-ONLINE- シール&ポストカード帳（講談社、2016年10月24日発売）
- 刀剣乱舞-ONLINE- 公式イメージポーズ写真集（新紀元社、2016年11月11日発売）
- 刀剣乱舞-ONLINE- いざ出陣! ポーチ付きボストンバッグBOOK（宝島社、2017年12月8日発売）
- 刀剣乱舞-ONLINE- 2wayトートバッグBOOK（宝島社、2018年12月26日発売）
- わんぱく!刀剣乱舞 シール&メモブック（講談社MOOK、2022年4月18日発売）
- 刀剣乱舞-ONLINE- ことば選び辞典 古典ことば選び辞典 三日月宗近の巻（Gakken、2023年7月13日発売）
- ピアノ・ソロ 刀剣乱舞-ONLINE- 近侍曲楽譜集 壱（シンコーミュージック、2023年9月28日発売）
- ピアノ・ソロ 刀剣乱舞-ONLINE- 近侍曲楽譜集 弐（シンコーミュージック、2023年9月28日発売）
- 刀剣乱舞-ONLINE- ことば選び辞典 古典情景ことば選び辞典 小狐丸の巻（Gakken、2023年12月21日発売）
- 刀剣聖地巡礼ガイド×『刀剣乱舞ONLINE』 東京かたな旅 御伴散歩版（ホビージャパン、2024年3月1日発売）
- 刀剣聖地巡礼ガイド×『刀剣乱舞ONLINE』 京のかたな旅 御伴散歩版（ホビージャパン、2024年3月1日発売）
- わんぱく!刀剣乱舞～ことわざ絵本～（A3、2024年4月10日発売）
- 現代実用国語辞典 第4版 刀剣乱舞-ONLINE-の巻（Gakken、2025年1月16日発売）

#### CD
- 夢現乱舞抄 歌 - 板垣奏太郎（2016年9月28日、KICM-4036）
- 刀剣乱舞-ONLINE-近侍曲集 其ノ一（2017年12月27日、KICA-2524）
- 刀剣乱舞-ONLINE-近侍曲集 其ノ二（2018年12月26日、KICA-2543）

### 体験型ゲーム
- ナゾトキ街歩きゲーム×刀剣乱舞-ONLINE-「迷刀物語からの脱出」 - SCRAPによる企画制作で、東京にて2021年9月1日から10月17日まで、京都にて2021年11月19日から12月28日まで開催。ナゾトキ街歩きゲームとはSCRAPの手がけている体験型ゲームのリアル脱出ゲームのうちの一種。

### コンシューマーゲーム
- 刀剣乱舞無双 - Nintendo Switch/Windows(DMM GAME PLAYER)用として2022年2月17日にDMM GAMESより発売。無双シリーズ（コーエーテクモゲームス）とのコラボレーション[183]。